# Tour de France 2019
Le Tour de France 2019 est la 106e édition du Tour de France cycliste. Le grand départ a lieu le 6 juillet 2019 à Bruxelles en hommage au cinquantenaire de la première victoire sur le Tour d'Eddy Merckx et l'arrivée est jugée le 28 juillet à Paris, sur l'avenue des Champs-Élysées.
Ce Tour de France est remporté par le coureur colombien Egan Bernal, de l'équipe Ineos, il devance au classement général le Britannique Geraint Thomas (Ineos) et le Néerlandais Steven Kruijswijk (Jumbo-Visma). Egan Bernal est le premier cycliste colombien et le premier coureur latino-américain à remporter le Tour de France. Il s'empare également du maillot blanc de meilleur jeune. Il s'empare du maillot jaune à deux jours de l'arrivée aux Champs-Élysées, le subtilisant à Julian Alaphilippe (Deceuninck-Quick-Step), au col de l'Iseran qu'il franchit détaché en tête lors d'une 19e étape tronquée. En effet, une averse de grêle provoquant des coulées de boue obstrue la route vers Tignes, l'étape est neutralisée, ce qui constitue une première depuis 1982 (année où une étape avait alors été arrêtée par une manifestation), et les temps sont pris au plus haut col routier de France. Egan Bernal signe ainsi sa victoire pour devenir le plus jeune vainqueur de l'épreuve depuis le Tour 1909.
Le Slovaque Peter Sagan (Bora-Hansgrohe), vainqueur d'une étape, s'impose au classement par points pour la septième fois (un record). Le Français Romain Bardet (AG2R La Mondiale) s'impose au Grand Prix de la montagne. Julian Alaphilippe, lauréat de deux étapes et porteur du maillot jaune pendant 14 jours, est désigné super-combatif. L'équipe espagnole Movistar s'impose au classement par équipe. Le Tour 2019 est également marqué par l'abandon de Thibaut Pinot, blessé à la cuisse, lors de la 19e étape, alors qu'il restait en course pour la victoire au classement général.

## Parcours

### Généralités

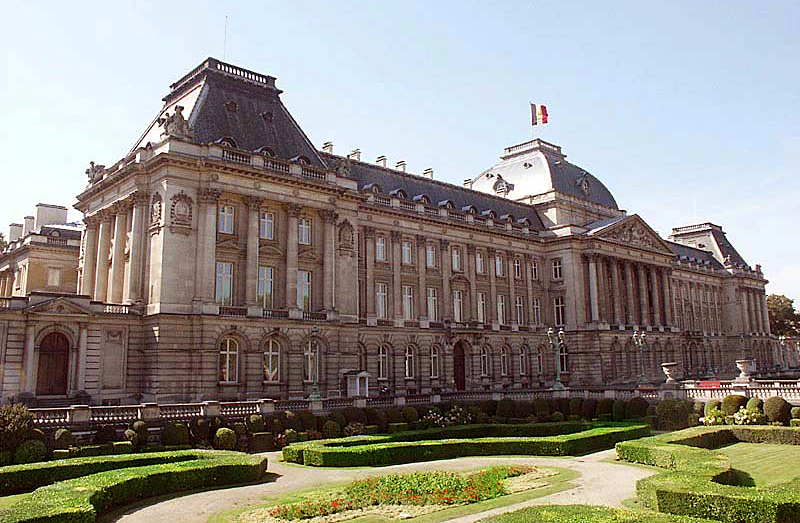
Le Palais royal de Bruxelles, départ de la deuxième étape.

Le parcours fait 3 480 kilomètres de long, répartis en 21 étapes dont deux contre-la-montre (un par équipes et un individuel). Il prend place majoritairement dans l'est de la France, et hormis le Grand Départ en Belgique, il ne visite aucun autre pays. C'est un tour considéré comme très montagneux avec 30 cols de deuxième catégorie ou plus, un record. Il visite quatre massifs, dans l'ordre les Vosges, le Massif central, les Pyrénées et enfin les Alpes. L'épreuve comporte sept ascensions allant au-delà des 2 000 mètres d'altitude, le « toit du Tour » étant le col de l'Iseran s'élevant à 2 764 mètres d'altitude.

### Un Grand Départ à Bruxelles en hommage à la première victoire d'Eddy Merckx
Cinquante ans après la première victoire du « Cannibale », le Tour de France rend hommage à Eddy Merckx, l'un des rares quintuples vainqueurs de l'épreuve, en partant de Bruxelles,. Deux étapes y ont lieu : une première étape en ligne réalisant une boucle autour de la ville favorable aux sprinteurs mais passant par le célèbre Mur de Grammont en début d'étape, et la deuxième étant un contre-la-montre par équipes reliant le Palais royal à l'Atomium. Le dernier grand départ belge remontait à 2012, quand les coureurs se sont élancés de Liège. Cependant, les éditions de 2014, 2015 et 2017 ont également fait étape en Belgique. Ce n'est que durant la troisième étape, partant de Binche, que les coureurs arrivent en France, pour ne plus faire d'incursion à l'étranger par la suite.

### Une première semaine faisant la part belle à la moyenne montagne

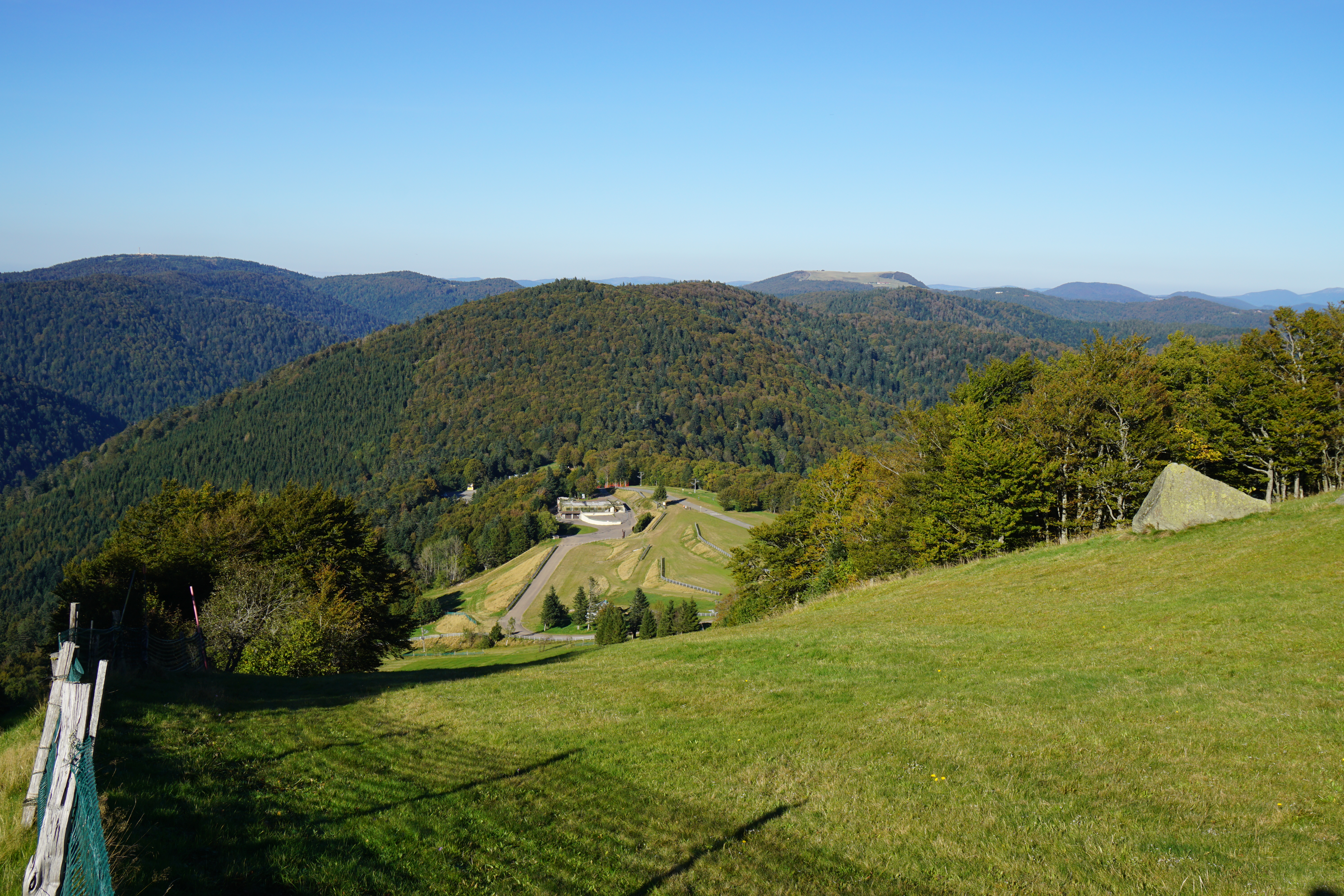
La Planche des Belles Filles, vue du nouveau lieu d'arrivée à 1140 mètres d'altitude.

Cette troisième étape s'achève à Épernay, après une étape au profil accidenté comportant quatre côtes dans les derniers kilomètres pour favoriser les puncheurs. Le Tour se dirige ensuite vers l'est : les sprinteurs doivent pouvoir s'imposer entre Reims et Nancy, avant de laisser la place aux baroudeurs et aux grimpeurs durant un diptyque vosgien. La cinquième étape part de Saint-Dié-des-Vosges pour relier Colmar qui n'avait plus reçu l'épreuve depuis 10 ans, avec les premières côtes de 2e catégorie de l'épreuve, notamment celle menant au Haut-Koenigsbourg. La traversée des Vosges continue le lendemain avec une étape allant de Mulhouse à la Planche des Belles Filles dans un parcours similaire mais légèrement différent de celui de 2014, passant par le ballon d'Alsace. Nouveauté cette année, la montée finale est prolongée d'un kilomètre avec des passages allant jusqu'à 24 % de pente, amenant à une montée plus difficile de 7 km à 8,7 % de moyenne et culminant à 1 140 mètres.
Suit ensuite une étape de 230 kilomètres, la plus longue de cette édition, entre Belfort et Chalon-sur-Saône, favorable aux sprinteurs. Le week-end s'annonce corsé avec la traversée du Beaujolais le samedi : partant de Mâcon pour arriver à Saint-Étienne, le parcours est jalonné de côtes raides comme le col de la Croix Montmain ou de la Croix Paquet. Le dimanche est plus simple mais comporte un mur très difficile en début d'étape à Aurec-sur-Loire, et l'ensemble du parcours est vallonné pour arriver à Brioude, ville natale de Romain Bardet. Avant la journée de repos, une dernière étape favorable aux sprinteurs comme aux baroudeurs a lieu entre Saint-Flour et Albi.

### Une deuxième semaine pyrénéenne

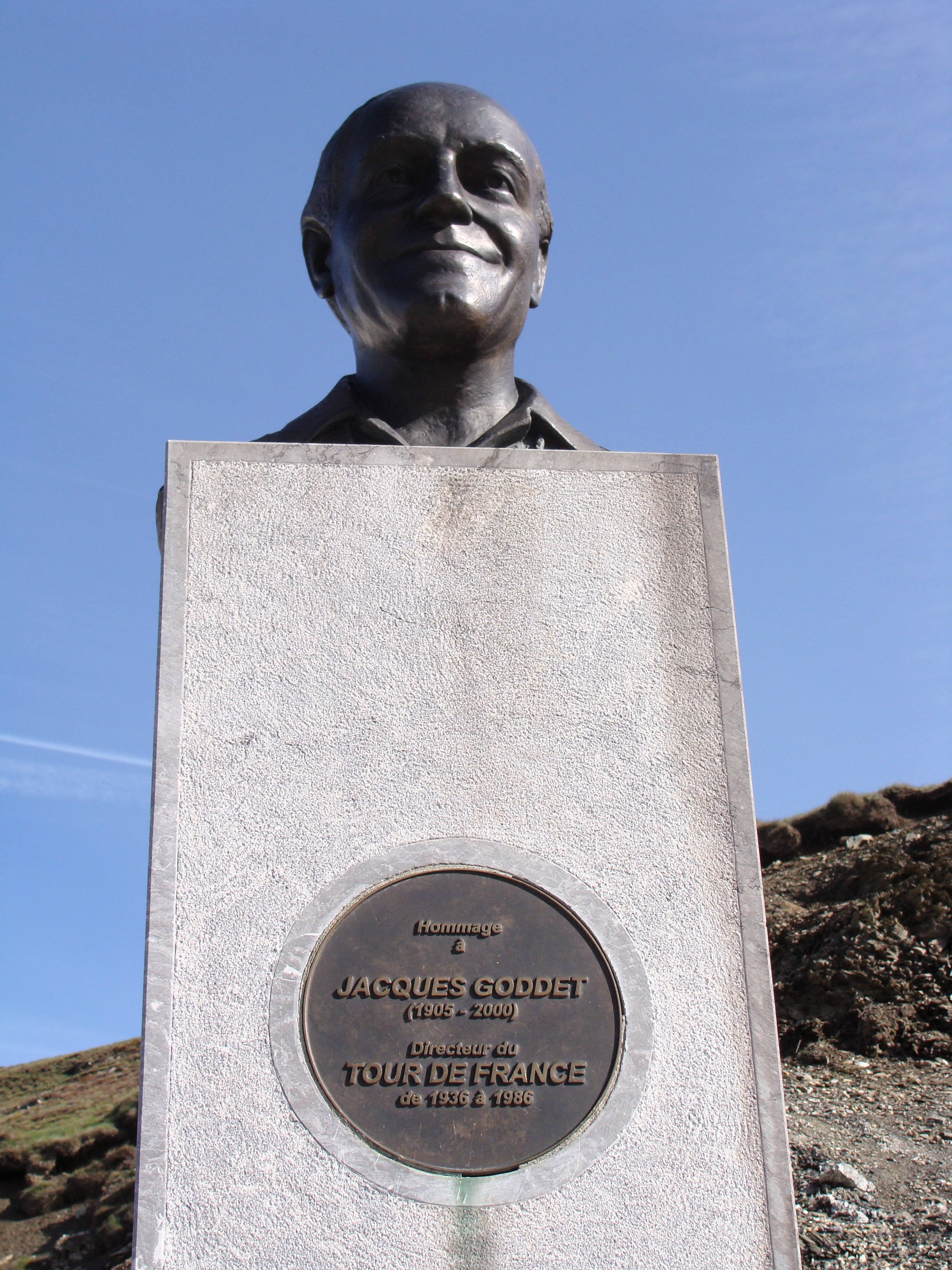
La stèle rendant hommage à Jacques Goddet, au col du Tourmalet où est jugée l'arrivée de la quatorzième étape.

Avant d'aborder les Pyrénées, une étape de plaine entre Albi et Toulouse est programmée. Le massif est abordé par trois étapes montagneuses, entrecoupées par un contre-la-montre. La première, partant des tours du quartier de Bagatelle à Toulouse, rallie Bagnères-de-Bigorre par les cols de Peyresourde et la Hourquette d'Ancizan. Le 19 juillet a lieu un contre-la-montre individuel à Pau, qui coïncide avec le centenaire de la création du maillot jaune, qui avait été décerné à Eugène Christophe à Grenoble. La deuxième étape pyrénéenne commençant le week-end est courte : 117 km entre Tarbes et le col du Tourmalet au-dessus de Barèges, avec le col du Soulor comme seule autre difficulté. C'est la troisième fois que le Tour arrive au col le plus emprunté par la course, après 1974 et 2010. Il décerne comme à chaque passage sur le col le souvenir Jacques-Goddet. Le triptyque pyrénéen s'achève le lendemain dans une étape faisant la part belle aux châteaux cathares. Avec un départ de Limoux, le peloton doit affronter le col de Montségur, puis enchaîner le port de Lers et le col de Péguère avant d'affronter une montée inédite sur le Tour : le Prat d'Albis sur les hauteurs de Foix. Les coureurs profitent immédiatement de leur deuxième jour de repos à la suite de cette étape.

### Une troisième semaine alpine et en haute altitude

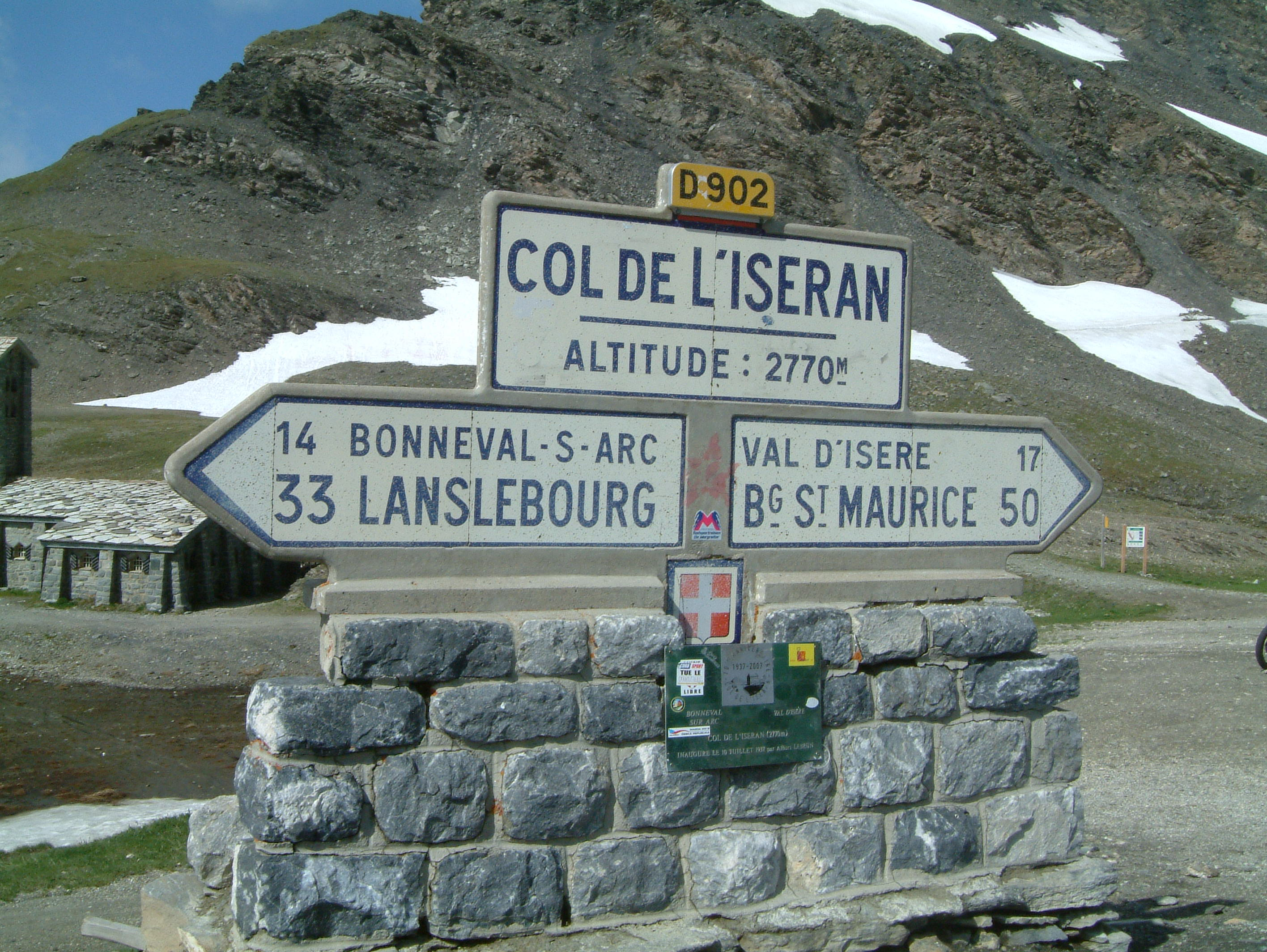
Le col de l'Iseran, plus haut col routier français et point culminant du Tour de France 2019, sur la route de la dix-neuvième étape menant à Tignes.

Après le repos, les sprinteurs ont une occasion d'en découdre dans une étape en boucle dans le département du Gard, partant et arrivant de Nîmes qui avait accueilli le Grand Départ de l'édition 2017 de la Vuelta. Le pont du Gard, classé au patrimoine mondial de l'Unesco, accueille le départ de l'étape suivante se dirigeant vers Gap dans les Hautes-Alpes : une fois n'est pas coutume, ce n'est pas le col de Manse qui se dresse dans le final mais le plus petit col de la Sentinelle au sud de la ville. Le triptyque alpin se dresse alors devant le peloton avec trois étapes qui ont pour mot d'ordre la très haute altitude, avec six ascensions qui dépassent la barre des 2 000 mètres. La première relie Embrun à la station de Valloire dans une longue étape de 207 kilomètres, avec trois cols de légende : Vars, Izoard et Galibier. La deuxième est nettement plus courte mais est sans répit entre Saint-Jean-de-Maurienne et Tignes. Le peloton doit aborder par le versant sud l'interminable montée vers le col de l'Iseran, toit de l'épreuve, qui n'avait plus été franchi par ce versant depuis plus de cinquante ans et qui décerne le souvenir Henri-Desgrange. Le peloton doit ensuite descendre au-delà du barrage du Chevril afin d'aborder la montée finale vers Tignes par un versant différent de celui emprunté en 2007. Enfin, la dernière étape alpine, 24 heures avant Paris, se déroule entre Albertville et la station la plus haute d'Europe, Val Thorens. Cette dernière n'avait plus reçu l'épreuve depuis sa seule apparition en 1994. Précédée du Cormet de Roselend en introduction (mais sans le col du Pré emprunté l'année précédente) et une côte vers le village de Longefoy en milieu d'étape, l'ultime montée hors-catégorie du Tour a de quoi faire peur avec plus de 30 kilomètres d'ascension irrégulière. C'est sur cette étape que les cyclistes amateurs et semi-professionnels du monde entier peuvent se mesurer à la légende du Tour au cours de la cyclosportive de « l'Étape du Tour », qui avait vu plus de 14 000 participants l'année précédente. Enfin, comme à l'accoutumée, un transfert aérien amène les coureurs en région parisienne pour l'ultime étape de célébration entre Rambouillet et les Champs-Élysées. Les temps sont donc figés la veille au soir. À Paris, après un passage à proximité du Sénat puis par les deux cours du musée du Louvre, et donc le long de la fameuse pyramide, la course se termine par huit allers-retours entre le jardin des Tuileries (et le tunnel Général-Lemonnier) et l'arc de triomphe de l'Étoile. Pour célébrer les 100 ans du maillot jaune, l'arrivée se fait à la tombée de la nuit, comme en 2013.

### Modifications liées à la météo
Durant ce Tour de France, des événements météorologiques de grande ampleur ont causé des modifications dans le parcours. Le 26 juillet, au cours de la 19e étape entre Saint-Jean-de-Maurienne et Tignes, un violent orage a rendu la route impraticable après Val-d'Isère, ce qui a causé l'annulation de la dernière partie de l'étape. Les temps ont donc été pris au col de l'Iseran, au km 89. Plus au nord, des coulées de boue ont également endommagé la route du Cormet de Roselend, sur le parcours de la 20e étape entre Albertville et Val Thorens. En conséquence, les organisateurs ont décidé d'écourter le parcours de cette ultime étape de montagne à 59,5 km (au lieu de 130), supprimant ainsi deux des trois difficultés au programme, ne laissant que la montée finale vers Val Thorens. Cette dernière étape se résume donc en une course de côte.

## Équipes
22 équipes participent à l'épreuve, 18 UCI World Teams et quatre équipes continentales professionnelles.
Le 10 janvier 2019, les organisateurs annoncent que les deux premières équipes du classement par équipes de l'UCI Europe Tour bénéficient d'une invitation. Les invitations restantes sont annoncées à l'issue de Paris-Nice.
| WorldTeams (18)- AG2R La Mondiale - Astana - Bahrain-Merida - Bora-hansgrohe - CCC Team - Deceuninck-Quick Step - Dimension Data - EF Education First - Groupama-FDJ - Team Jumbo-Visma - Katusha-Alpecin - Lotto Soudal - Mitchelton-Scott - Movistar Team - Ineos - Team Sunweb - Trek-Segafredo - UAE Team Emirates Équipes continentales professionnelles (4)- Arkéa-Samsic - Cofidis, Solutions Crédits - Total Direct Énergie - Wanty-Groupe Gobert |
| |

### Liste des participants
Chaque équipe est composée de huit coureurs, ce qui donne un total de 176 cyclistes sur la liste de départ. Sur ce nombre, 33 participent à leur premier Tour de France. Les coureurs viennent de 30 pays différents. Six pays comptent plus de 10 coureurs dans la course : la France (34), la Belgique (21), l'Italie (15), l'Espagne (13), l'Allemagne (11) et les Pays-Bas (11). L'âge moyen des coureurs en course est de 29,71 ans, allant de 21 ans pour Jasper Philipsen (UAE Team Emirates) à 39 ans pour Lars Bak (Team Dimension Data),. L'équipe Sunweb a la moyenne d'âge la plus jeune, tandis que Team Dimension Data a la plus âgée.

## Favoris et principaux participants

### Pour le classement général

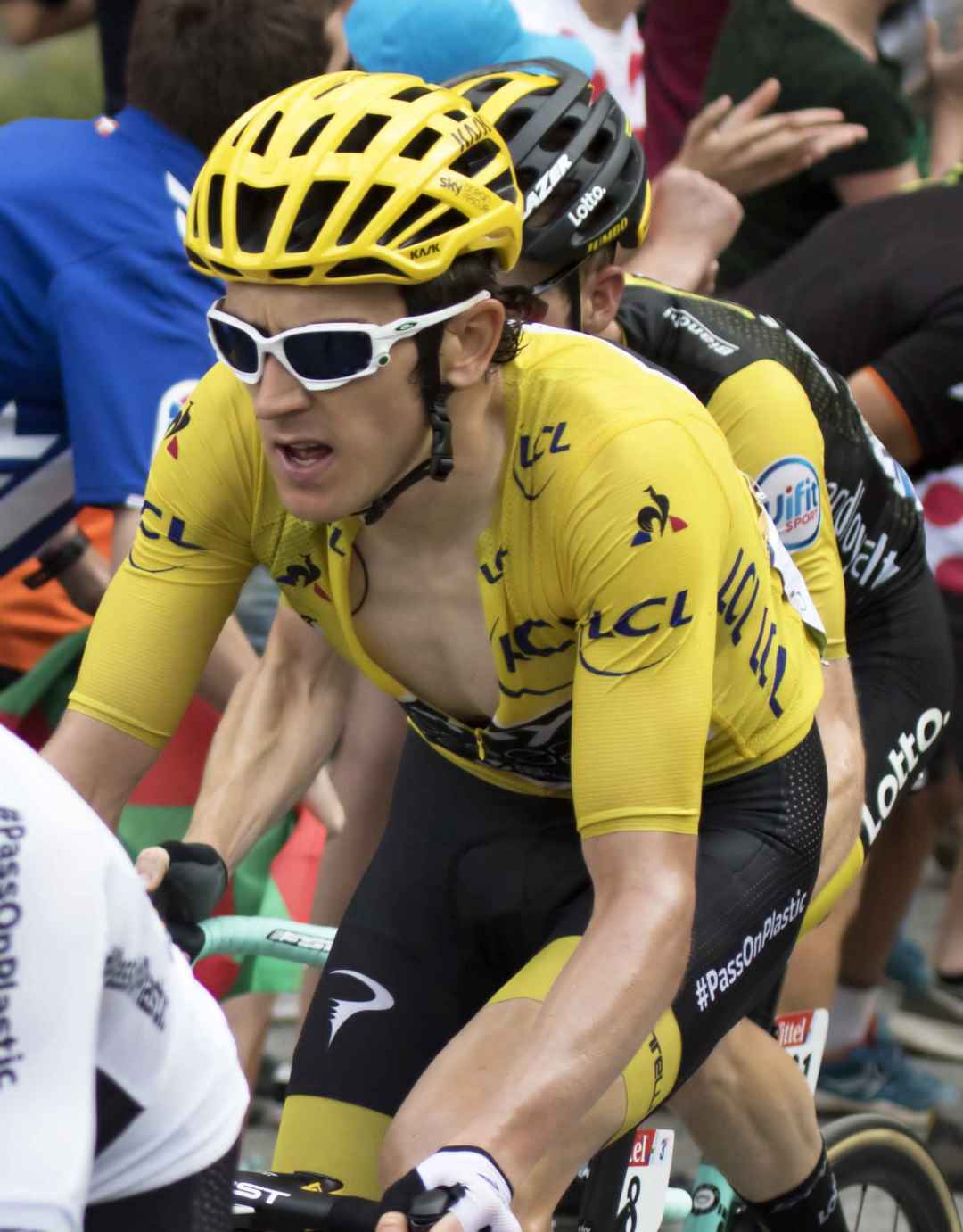
Geraint Thomas (ici sur le Tour de France 2018) était attendu pour défendre son titre.

La course est marquée par de nombreux forfaits majeurs. Quadruple vainqueur de l'épreuve et troisième de l'édition 2018, Christopher Froome est forfait en raison d'une lourde chute dans le Critérium du Dauphiné le 12 juin 2019. Quelques jours plus tard, le deuxième du Tour de France 2018, Tom Dumoulin déclare à son tour forfait en raison d'une blessure au genou remontant au Tour d'Italie 2019 et dont il ne s’est toujours pas remis. Primož Roglič, quatrième du Tour 2018, renonce à prendre le départ de la course, après un début de saison chargé.
Avec ces absences, plusieurs coureurs sont cités comme les principaux favoris du classement général. Le vainqueur sortant Geraint Thomas (Team Ineos), même si sa première partie de saison est contrastée et qu'il vient d'abandonner sur chute le Tour de Suisse, ainsi que son jeune coéquipier Egan Bernal (vainqueur à 22 ans de Paris-Nice et du Tour de Suisse) sont les coureurs les plus attendus. Ils ont comme principaux rivaux le Danois Jakob Fuglsang (Astana), qui à 34 ans réalise la meilleure saison de sa carrière, avec notamment des succès sur le Critérium du Dauphiné et Liège-Bastogne-Liège, ainsi que les Colombiens Nairo Quintana (Movistar) et Rigoberto Urán (EF Education First), qui sont tous deux montés sur le podium lors des Tours précédents,.
Les autres coureurs cités comme prétendants au général sont Mikel Landa (Movistar), quatrième sur le Tour d’Italie, le champion du monde Alejandro Valverde (Movistar), Steven Kruijswijk (Jumbo-Visma), Thibaut Pinot (Groupama-FDJ), Romain Bardet (AG2R La Mondiale), Richie Porte (Trek-Segafredo), Enric Mas (Deceuninck-Quick Step), ainsi que Adam Yates (Mitchelton-Scott),.

### Pour le classement par points
Pour le classement par points, le grand favori est le Slovaque Peter Sagan, sextuple vainqueur du maillot vert. Ses principaux rivaux sont l'Australien Caleb Ewan, le Néerlandais Dylan Groenewegen et l'Italien Elia Viviani.

### Pour le classement du meilleur grimpeur
Contrairement aux autres maillots distinctifs, aucun favori ne se dégage pour le classement des grimpeurs, qui peut revenir aussi bien à un baroudeur, qu'à un leader du classement général. Les deux derniers vainqueurs du classement Julian Alaphilippe et Warren Barguil sont présents pour remporter un second titre.

### Pour le classement du meilleur jeune
Pour le classement des jeunes, le grand favori est le Colombien Egan Bernal (Team Ineos). Enric Mas, deuxième du Tour d'Espagne 2018 et Giulio Ciccone, meilleur grimpeur du Tour d'Italie sont aussi annoncés comme prétendants à ce classement. Le français David Gaudu, est quant à lui considéré comme outsider.

## Récompenses
|                                     | 1er       | 2e        | 3e        | 4e       | 5e       |
| ----------------------------------- | --------- | --------- | --------- | -------- | -------- |
| Classement étape                    | 11 000 €  | 5 500 €   | 2 800 €   | 1 500 €  | 830 €    |
| Classement général                  | 500 000 € | 200 000 € | 100 000 € | 70 000 € | 50 000 € |
| Sprint intermédiaire                | 1 500 €   | 1 000 €   | 500 €     |          |          |
| Sprint montagne hors catégorie      | 800 €     | 450 €     | 300 €     |          |          |
| Sprint montagne première catégorie  | 650 €     | 400 €     | 150 €     |          |          |
| Sprint montagne deuxième catégorie  | 500 €     | 250 €     |           |          |          |
| Sprint montagne troisième catégorie | 300 €     |           |           |          |          |
| Sprint montagne quatrième catégorie | 200 €     |           |           |          |          |
| Classement général par points       | 25 000 €  | 15 000 €  | 10 000 €  | 4 000 €  | 3 500 €  |
| Classement général des grimpeurs    | 25 000 €  | 15 000 €  | 10 000 €  | 4 000 €  | 3 500 €  |
| Classement général des jeunes       | 20 000 €  | 15 000 €  | 10 000 €  | 5 000 €  |          |
| Prix de la combativité              | 2 000 €   |           |           |          |          |
| Prix de la super-combativité        | 20 000 €  |           |           |          |          |
| Classement général par équipes      | 50 000 €  | 30 000 €  | 20 000 €  | 12 000 € | 8 000 €  |

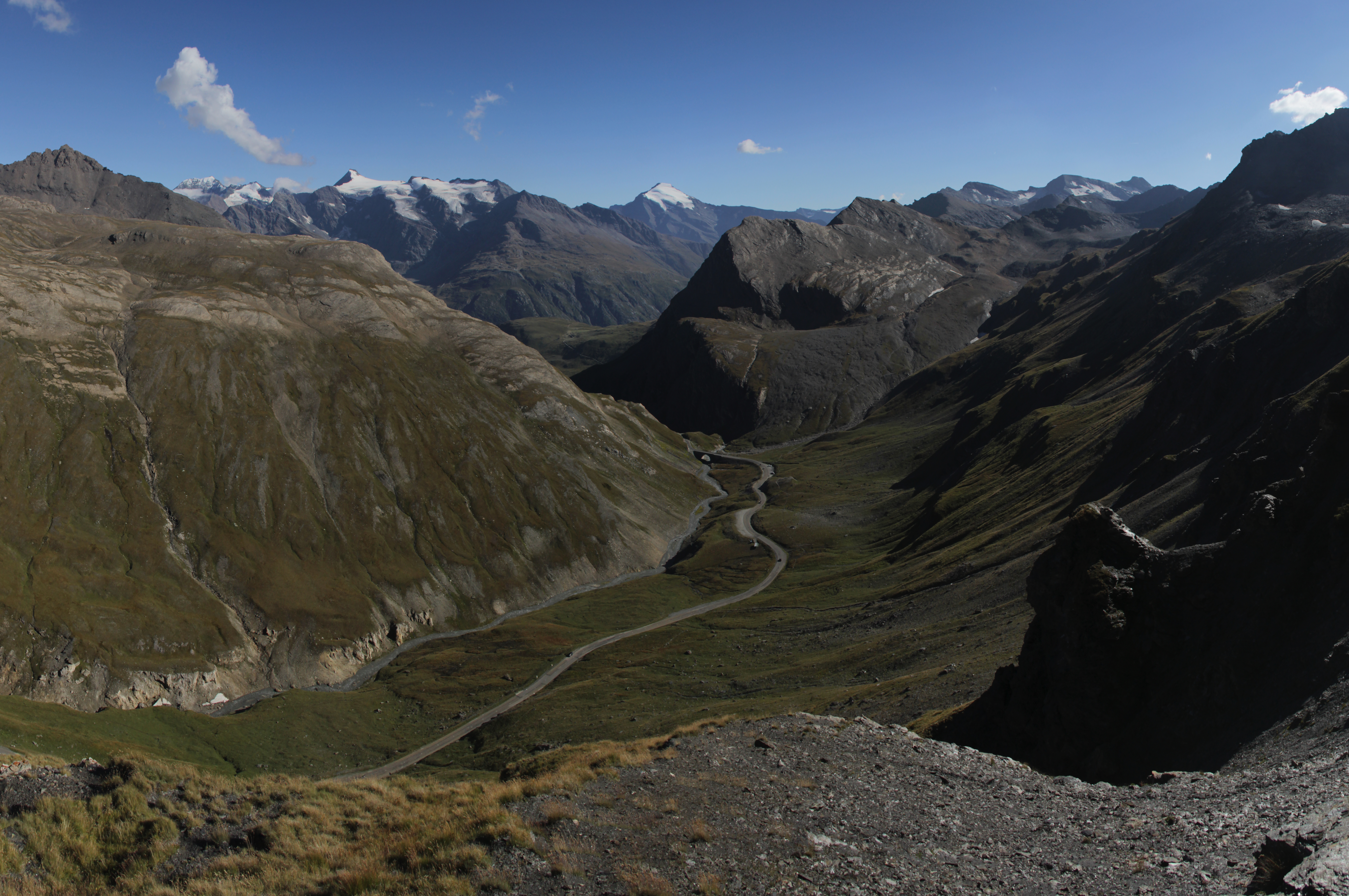
À une altitude de 2764 mètres, le col de l'Iseran (vue de son versant sud depuis les abords du col) franchi lors de la 19e étape constitue le plus haut col de montagne routier de toutes les Alpes.

Souvenir Henri-Desgrange (pour le premier au col de l'Iseran) : 5 000 €
Souvenir Jacques-Goddet (pour le premier au col du Tourmalet) : 5 000 €

## Barème des classements

### Classement général
Le classement général individuel au temps s'établit par l'addition des temps réalisés par chaque coureur dans les 21 étapes compte tenu des pénalités et des bonifications en temps (10, 6 et 4 secondes pour les trois premiers de chaque étape en ligne et 8, 5 et 2 secondes pour chaque point bonus).
En cas d'égalité de temps au classement général, les centièmes de seconde enregistrés par les chronométreurs lors du contre-la-montre « individuel » sont réincorporés dans le temps total pour départager les coureurs. En cas de nouvelle égalité, il est fait appel à l'addition des places obtenues à chaque étape et, en dernier ressort, à la place obtenue dans la dernière étape disputée.

#### Bonifications
Des bonifications sont attribuées dans toutes les arrivées des étapes en ligne, et donc à l'exception de l’étape de contre-la-montre par équipes et de l'étape de contre-la-montre individuel. Elles sont de 10, 6 et 4 secondes aux trois premiers coureurs classés.
Des bonifications appelées Points Bonus sont attribuées au passage de cols ou au sommet de côtes situés à des endroits clés du parcours. Il y a au total 8 points Bonus répartis dans les 3e, 6e, 8e, 9e, 12e, 15e, 18e et 19e étapes. Ces bonifications sont de 8, 5 et 2 secondes aux trois premiers coureurs classés.

#### Règle des 3 kilomètres
La règle des « trois kilomètres », qui permet à un coureur victime d'un incident mécanique ou d'une chute dans les trois derniers kilomètres d'une étape d'être crédité du temps du groupe auquel il appartenait, ne s'applique pas pour la 2e étape (contre-la-montre par équipe), la 13e étape (contre-la-montre individuel) et pour les arrivées au sommet des 6e, 14e, 15e, 19e et 20e étapes.

### Classements annexes

#### Classement par points
Le classement par points est établi en fonction du barème suivant :
- Arrivées des étapes de plaines : 50, 30, 20, 18, 16, 14... jusqu'à 2 points pour le 15e coureur classé.
- Arrivées des étapes de moyenne montagne : 30, 25, 22, 19, 17, 15,... jusqu'à 2 points pour le 15e coureur classé.
- Arrivées des étapes de montagne : 20, 17, 15, 13, 12, 10, 9,... jusqu'à 1 point pour le 15e coureur classé.
- Arrivées des étapes contre-la-montre individuel : 20, 17, 15, 13, 12, 10, 9,... jusqu'à 1 point pour le 15e coureur classé.
- Sprints intermédiaires : 20, 17, 15, 13, 12, 10, 9,... jusqu'à 1 point pour le 15e coureur classé.

#### Classement de la montagne
Le classement de la montagne est établi en fonction du barème suivant :
- Côtes hors catégorie : 20, 15, 12, 10, 8, 6, 4 et 2 points pour les 8 premiers coureurs classés.
- Côtes de 1re catégorie : 10, 8, 6, 4, 2 et 1 point pour les 6 premiers coureurs classés.
- Côtes de 2e catégorie : 5, 3, 2 et 1 point pour les 4 premiers coureurs classés.
- Côtes de 3e catégorie : 2 et 1 point pour les 2 premiers coureurs classés.
- Côtes de 4e catégorie : 1 point pour le premier coureur classé.

La règle du doublement des points sur certains cols est conservée mais le critère change : les points sont doublés au sommet de toutes les montées classées hors catégorie dépassant les 2 000 mètres d'altitude. Les points sont donc doublés au col du Tourmalet (2 115 m), au col d'Izoard (2 360 m), au col du Galibier (2 645 m), au col de l'Iseran (2 770 m), et à Val Thorens (2 375 m).

#### Classement des jeunes
Le classement des jeunes est réservé aux coureurs nés depuis le 1er janvier 1994. Le premier d'entre eux au classement général individuel au temps est le leader journalier des jeunes. À l'issue de la dernière étape, il est déclaré vainqueur du classement des jeunes.

#### Classement par équipes
Le classement général par équipes s'établit par l'addition des trois meilleurs temps individuels de chaque équipe, dans toutes les étapes à l'exception de la 2e étape disputée en contre-la-montre par équipe où le temps de l'équipe sera reporté 4 fois. Dans les classements d'étape, en cas d'ex æquo, les équipes réalisant le même temps sont départagées par l'addition des places obtenues par leurs trois meilleurs coureurs au classement de cette étape. En cas de nouvelle égalité, les équipes sont départagées par la place de leur meilleur coureur au classement de l'étape.
Au classement général, en cas d'ex æquo, les équipes sont départagées par leur nombre de victoires d'étapes par équipe, puis par leur nombre de places de deuxième, et ainsi de suite jusqu'à ce qu'un nombre de places obtenues par l'une ou l'autre permette d'établir leur classement définitif. S'il y a toujours égalité, les équipes sont départagées par la place de leur meilleur coureur au classement général individuel. Toute formation réduite à moins de 3 coureurs est éliminée du classement général par équipes.

#### Prix de la combativité
Le prix de la combativité récompense le coureur le plus généreux dans l'effort et manifestant le meilleur esprit sportif. Ce prix, attribué dans les étapes en ligne à l'exception de la dernière étape, est décerné par un jury présidé par le directeur de l'épreuve :
- Le plus combatif de l'étape porte dans l'étape suivante des dossards de couleur rouge.
- Un Super-combatif est désigné par les membres du jury à la fin du Tour de France.

## Déroulement de la course

### 6 - 9 juillet: Domination des Jumbo-Visma et des Deceuninck-Quick Step

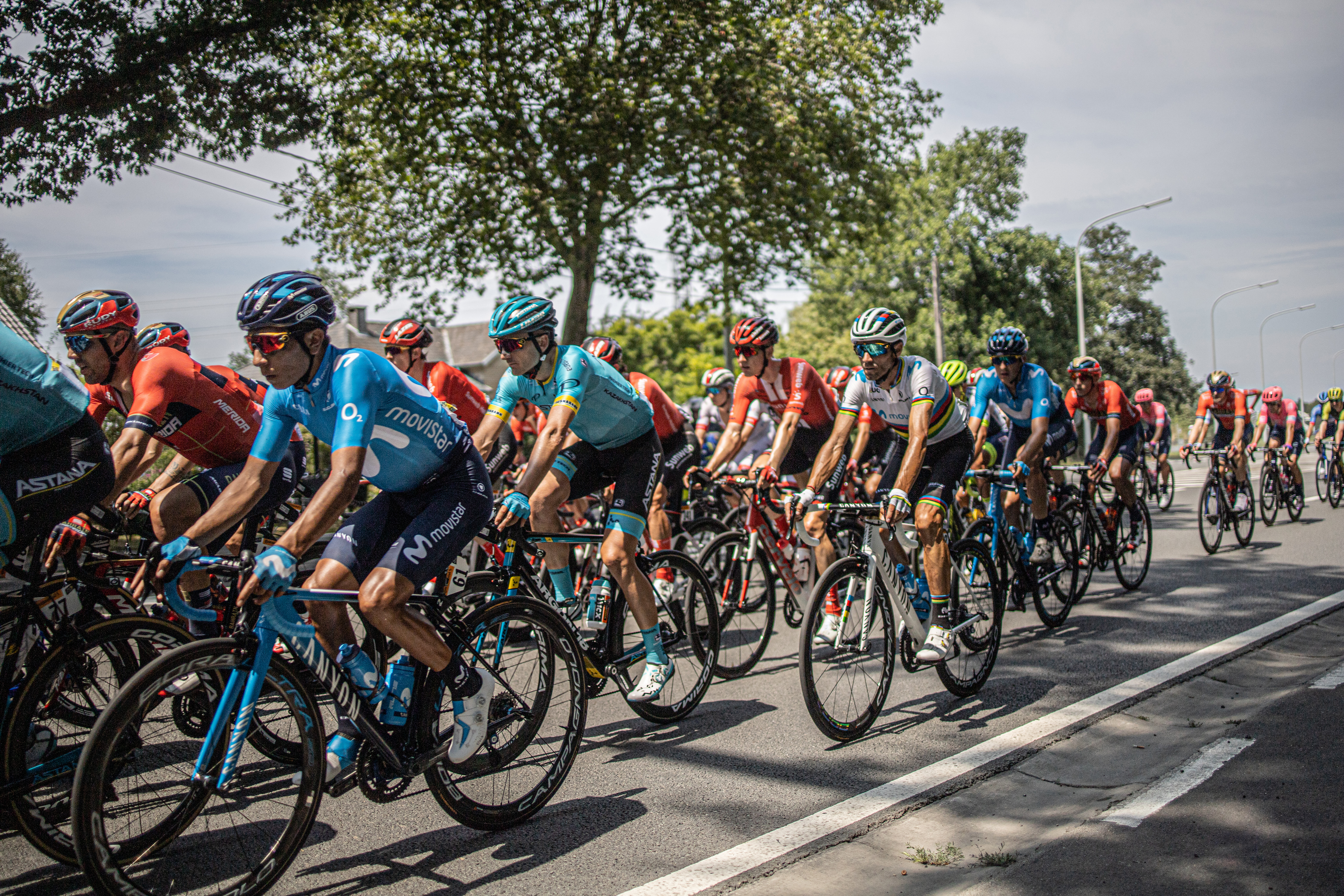
Les coureurs sur une route belge lors de la 1re étape.

La première étape Bruxelles-Charleroi-Bruxelles est promise aux sprinteurs. Greg Van Avermaet, au cours d'une échappée à quatre, puis à deux avec Xandro Meurisse, passe en tête le mur de Grammont, ce qui lui vaut pour deux jours le maillot à pois ; Meurisse, passé second à Grammont, passe en tête dans l'autre côte (4e catégorie) de l'étape, ce qui le met à égalité de points de montagne avec Van Avermaet qui reste toutefois en tête car il est passé en tête à une côte de plus haute catégorie (3e). Les échappés finissent par être repris, puis Stéphane Rossetto réussit à s'échapper sur 50 kilomètres avant d'être englouti par le peloton. La victoire finale se joue entre les favoris du sprint. Une chute à deux kilomètres de l'arrivée met plusieurs coureurs à terre dont Geraint Thomas, dernier vainqueur du Tour, et Dylan Groenewegen de l'équipe Jumbo-Visma. À la surprise générale, c'est l'équipier de ce dernier, le néerlandais Mike Teunissen, récent vainqueur des Quatre Jours de Dunkerque, qui bat les favoris au sprint et endosse le premier maillot jaune du Tour, devant Peter Sagan (qu'il dépasse d'environ 10 cm) et Caleb Ewan. C'est la première fois depuis trente ans, depuis Erik Breukink en 1989, qu'un Néerlandais porte le maillot de leader de la course.

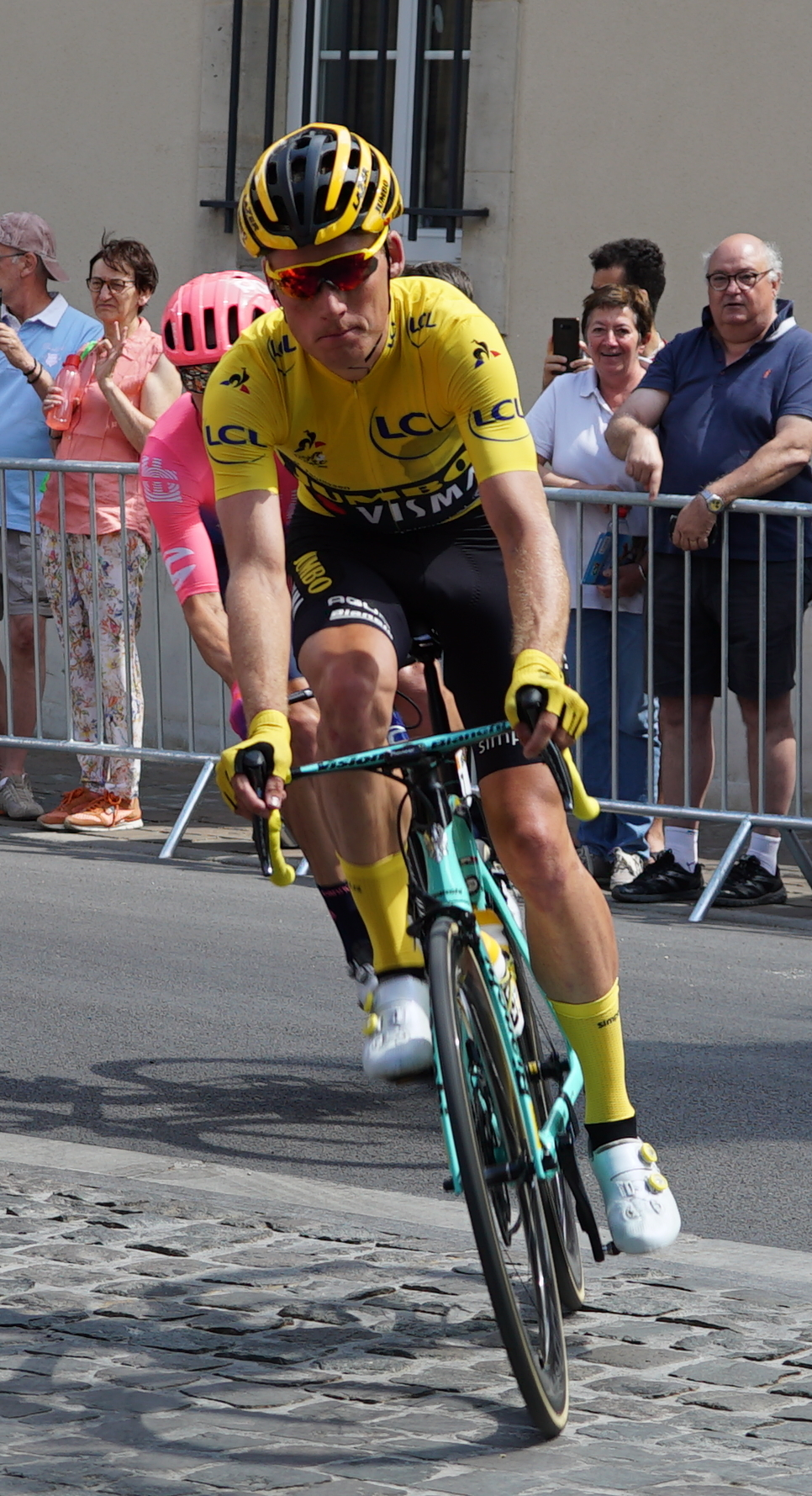
Mike Teunissen en jaune.

Lors du contre-la-montre par équipes, toujours à Bruxelles, des premiers écarts entre les favoris à la victoire finale se creusent. L'équipe Ineos, partie la première avec ses leaders Egan Bernal et Geraint Thomas en raison de son mauvais classement de la veille, se place en tête tout le long du contre-la-montre. Si des équipes comme Groupama-FDJ (pour Thibaut Pinot) ou Astana (pour Jakob Fuglsang) se maintiennent à une dizaine de secondes, le grand perdant du jour est Romain Bardet, avec son équipe AG2R La Mondiale, qui perd plus d'une minute sur les favoris. S'élançant en dernier, l'équipe Jumbo-Visma parvient à être la plus rapide et permet à Mike Teunissen de conforter son maillot jaune, et à Wout van Aert d'endosser le maillot blanc de meilleur jeune. Cela permet également à leur leader Steven Kruijswijk de devancer ses rivaux au classement général. Comme un contre-la-montre ne décerne pas de points de montagne, le maillot à pois ne change pas de main.

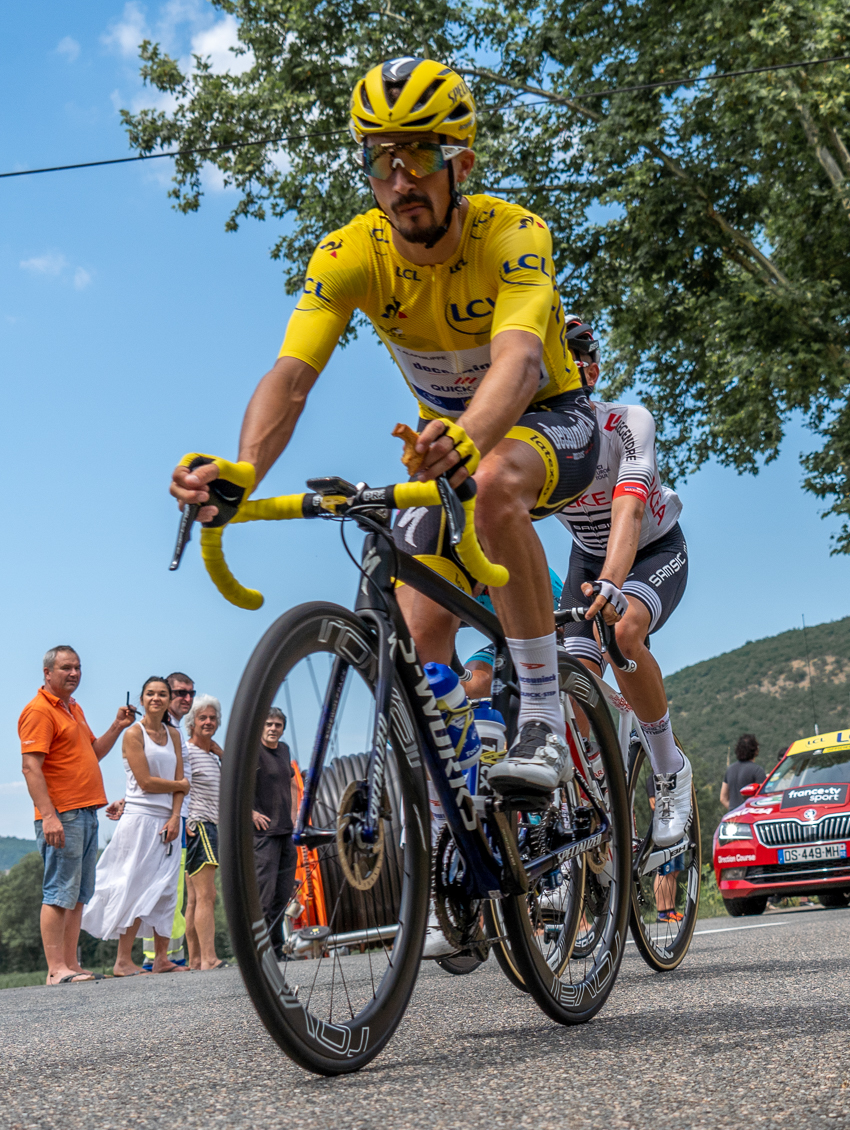
Julian Alaphilippe portant le maillot jaune.

La troisième étape Binche-Épernay revient en France avec un final favorable aux puncheurs. L'échappée de cinq coureurs, composée d'un belge et de quatre français, tient la majorité de la course. À 50 km du but, la course s'emballe : les Deceuninck-Quick Step accélèrent l'allure aux côtés des Jumbo-Visma pour la victoire d'étape, et au même moment dans l'échappée, Tim Wellens s'extirpe en solitaire pour tenter sa chance et accumuler des points pour le classement du meilleur grimpeur. Il reste longtemps seul en tête et obtient ainsi également le prix de la combativité. Dans la dernière côte répertoriée à Mutigny, Julian Alaphilippe place une attaque qui laisse le peloton derrière. Juste après le sommet, il dépasse Tim Wellens avant de continuer son effort sur 15 km. Il ne sera plus rejoint, ralliant en vainqueur et en solitaire l'arrivée à Épernay, et prenant possession du maillot jaune, Mike Teunissen terminant parmi les tout derniers, après le peloton. Le dernier Français à avoir porté le maillot jaune en course était Tony Gallopin en 2014.
Le principal événement de la quatrième étape Reims-Nancy est une échappée de trois coureurs (Michael Schär de l'équipe CCC ainsi que Frederik Backaert et Yoann Offredo, tous deux de Wanty-Gobert) partie dès les premiers mètres de la course. Comme ils ne sont pas dangereux (tous trois sont classés aux environs de la 150e place au classement général et, en ce qui concerne le maillot à pois, il n'y a que deux côtes à un point chacune), le peloton emmené par Tony Martin laisse faire, se contentant de rester à 4 minutes maximum derrière eux. Ils finissent par être repris dans les vingt derniers kilomètres, Offredo d'abord puis Backaert et enfin Schär, qui aura aussi mené environ la moitié des relais de cette échappée et y obtient le titre de coureur le plus combatif du jour. Lilian Calmejane tente alors sa chance en solitaire mais est repris à 6 km de l'arrivée. Le sprint final est gagné par Elia Viviani ; Julian Alaphilippe, Peter Sagan et Wout van Aert le suivent d'assez près pour conserver leurs maillots jaunes, verts et blancs.

### 10 - 11 juillet: Étapes vosgiennes
L'étape de Saint-Dié-des-Vosges à Colmar est la première étape pour baroudeurs de l'épreuve avec les premiers cols de 2e catégorie. Après une quinzaine de kilomètres, une échappée de quatre coureurs s'extirpe du peloton, composée de Tim Wellens, porteur du maillot à pois, ainsi que Simon Clarke, Toms Skujins et Mads Würtz. Leur avance ne dépasse pas les 3 minutes, contrôlée par le peloton emmené à vive allure par les Bora-Hansgrohe, qui élimine quelques purs sprinteurs au fil des montées. Malgré une tentative de Toms Skujins de finir en solitaire (ce qui lui vaudra le prix de la combativité), les échappés sont tous rejoints dans la dernière montée répertoriée. Un peloton réduit plonge vers Colmar, et si le final est animé par Rui Costa qui tente une sortie à 5 kilomètres, l'arrivée se joue au sprint. Peter Sagan domine aisément ses adversaires et remporte sa première victoire sur le Tour 2019, confortant son maillot vert. Aucun maillot ne change d'épaules, Tim Wellens ayant même conforté son maillot à pois grâce à 10 points supplémentaires glanés dans l'étape.

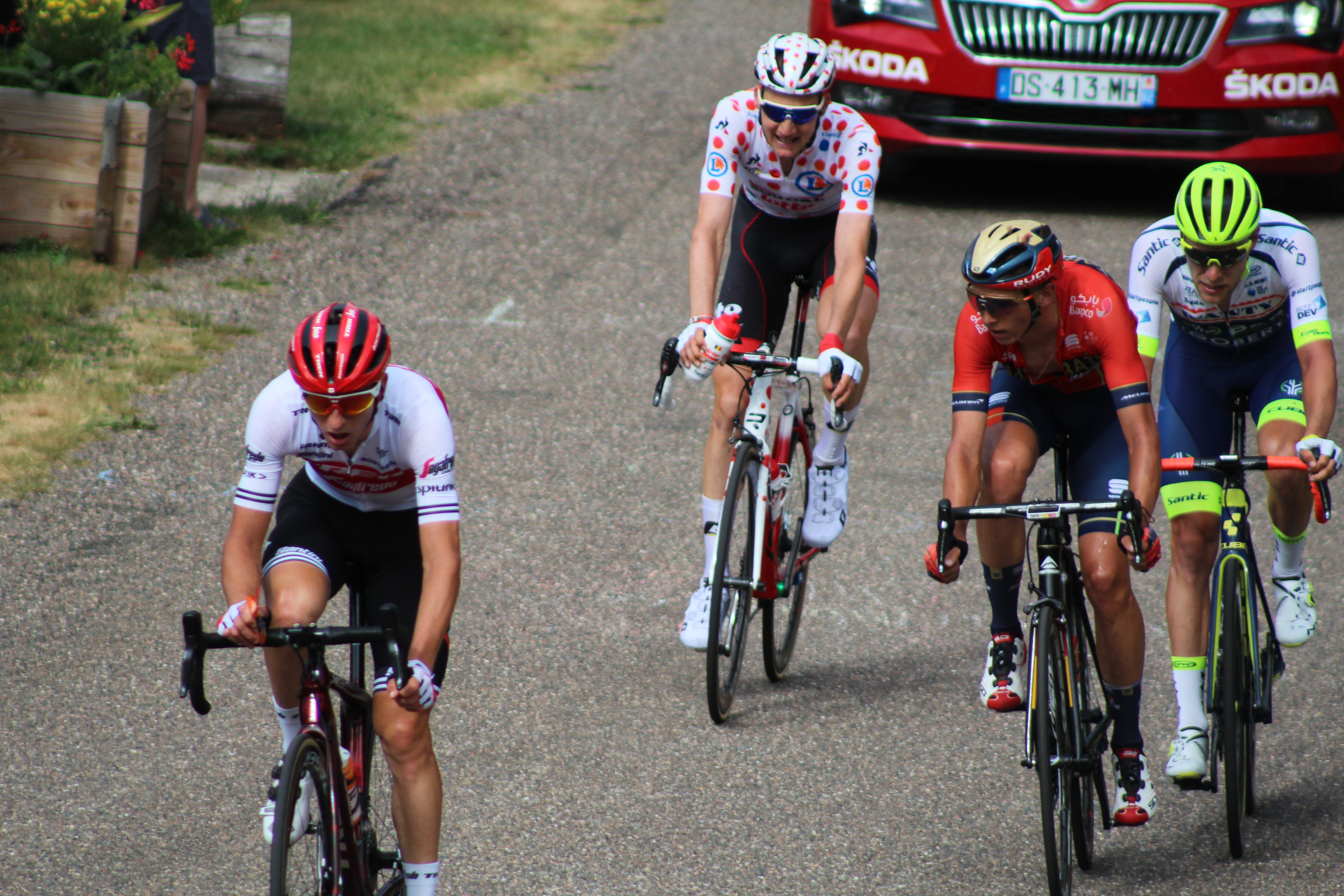
6e étape, passage de l'échappée avant la Planche des Belles Filles.

La première étape de montagne du Tour 2019 entre Mulhouse et la Planche des Belles Filles voit la première échappée d'envergure : 14 coureurs sortent du peloton, dont André Greipel, Thomas de Gendt, Tim Wellens, Xandro Meurisse, Dylan Teuns et Giulio Ciccone. Les trois derniers sont une menace pour Julian Alaphilippe au classement général. Le peloton laissera jusqu'à 9 minutes d'avance aux échappés avant de reprendre peu à peu du temps dans le dernier tiers de l'étape, ce qui amène la Deceuninck-Quick Step à rouler pour défendre le maillot jaune. Tim Wellens continue à engranger des points pour le meilleur grimpeur. Dans le col des Chevrères  précédant la montée finale, le groupe d'échappés comme le peloton se réduisent. La Movistar imprime le train tout comme l'équipe Ineos. Au pied de la Planche des Belles Filles, les quatre échappés restants ont 4 minutes d'avance sur le maillot jaune. Le peloton ne roulant pas assez vite, c'est finalement Dylan Teuns et Giulio Ciccone qui se jouent la victoire d'étape après avoir lâché leurs deux compagnons. C'est la première fois qu'une échappée collective va au bout sur ce Tour de France, et c'est aussi une première pour la station haut-saônoise. Teuns, à l'issue de la portion finale non asphaltée, l'emporte à l'arrivée, Ciccone garde une chance d'endosser le maillot jaune, ayant empoché 14 secondes de bonifications au total. Un peu plus loin, alors que la Groupama-FDJ semble prendre les commandes du peloton pour Thibaut Pinot, Julian Alaphilippe attaque dans la portion finale pour tenter de sauver son maillot jaune. Au même moment, Romain Bardet est lâché. Dans les derniers hectomètres, Geraint Thomas arrive à s'extirper du groupe, suivi par Thibaut Pinot. Ils arrivent en même temps qu'Alaphilippe, qui perd son maillot jaune pour 6 secondes (après le calcul des bonifications dans le courant de l'étape et à l'arrivée) au profit de Ciccone, qui endosse également le maillot blanc du meilleur jeune. Au classement général, Thomas, Bernal, Pinot et Kruijswijk se tiennent en 15 secondes, alors que Vincenzo Nibali a perdu plus de 50 secondes et Bardet plus d'une minute.

### 12 - 17 juillet: Sur la route des Pyrénées
L'étape de transition entre Belfort et Chalon-sur-Saône, la plus longue étape cette année, s'apparente à une longue procession. Yoann Offredo et Stéphane Rossetto sortent seuls du peloton dès le kilomètre 0, mais les coureurs prennent un rythme très lent, en dessous des 40 km/h de moyenne malgré une étape plate. L'étape n'a qu'un enjeu pour les sprinteurs et le peloton contrôle l'échappée en ne lui laissant pas plus de 5 minutes 30 d'avance. L'étape se déroule sans accroc mais Tejay Van Garderen chute au milieu de l'étape, se fracturant la main. À 12 kilomètres de l'arrivée, Rossetto et Offredo sont repris : ce dernier remporte le prix de la combativité. Un sprint de cadors se prépare à Chalon, les favoris sont présents. Dylan Groenewegen des Jumbo-Visma s'impose sur la ligne d'arrivée devant Caleb Ewan et Peter Sagan. Du fait de sa chute, Tejay Van Garderen doit abandonner le Tour.
L'étape entre Mâcon et Saint-Étienne est promise aux baroudeurs avec de nombreuses côtes. Une échappée de trois coureurs se forme, composée de Thomas De Gendt, Ben King et Niki Terpstra. En chasse-patate, Alessandro De Marchi rejoint le trio pour former un quatuor. Leur avance atteindra les 5 minutes. Le peloton se contente de contrôler et les montées égrènent le peloton coureur après coureur. Dans la côte de la Croix de Part, King et Terpstra lâchent prise, laissant De Gendt et De Marchi en tête. L'avance faiblit peu à peu. À l'approche de l'arrivée, la côte de la Jaillière sera le théâtre de plusieurs faits de course : l'équipe Ineos se retrouve à terre suite à une chute ce qui amène Geraint Thomas à faire l'effort pour rattraper le peloton, De Gendt lâche De Marchi pour finir en solitaire, et dans les derniers mètres de l'ascension, Julian Alaphilippe attaque suivi par Thibaut Pinot pour récupérer des bonifications. Les deux Français collaborent et creusent un petit écart sur le peloton des favoris. De Gendt parvient à résister au duo et s'impose seul à Saint-Étienne, en étant passé en tête à toutes les ascensions du jour. Pinot arrive deuxième et Alaphilippe troisième, ce qui permet à ce dernier de récupérer le maillot jaune. Le peloton arrive 20 secondes après le duo français, ce qui permet à Pinot de gagner 28 secondes (grâce aux bonifications) sur ses adversaires directs.

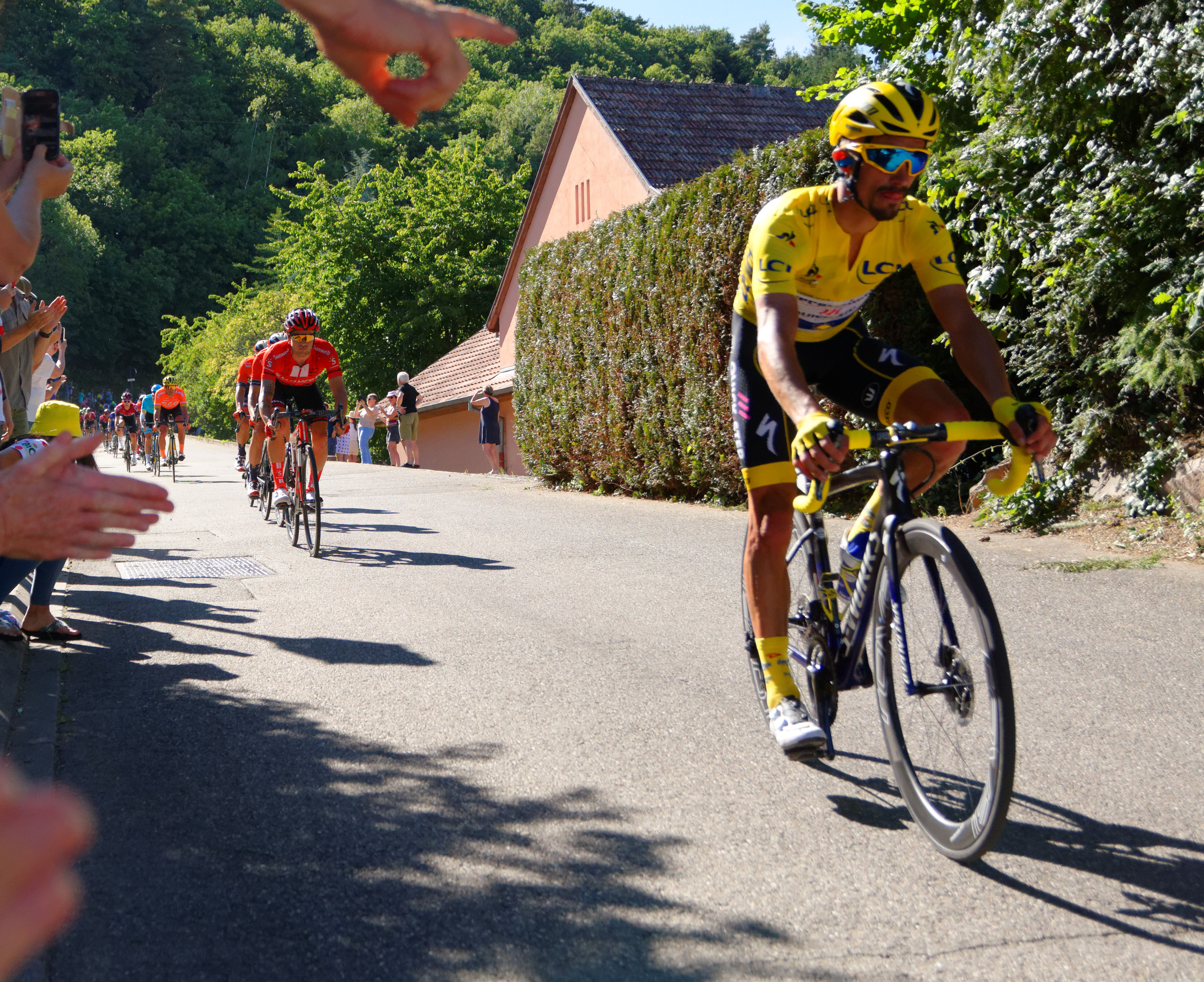
Julian Alaphilippe en jaune.

La neuvième étape entre Saint-Étienne et Brioude peut autant sacrer un baroudeur qu'un sprinteur avec son profil vallonné. Le début d'étape est marqué par la chute violente d'Alessandro De Marchi sur un trottoir, ce qui le force à abandonner. Très rapidement, une échappée d'une quinzaine de coureurs (dont Edvald Boasson Hagen, Tony Martin, Daryl Impey, Simon Clarke, Romain Sicard...) se forme. Alors que le peloton se relève, Marc Soler et Rui Costa partent en contre. Soler parviendra à rejoindre les échappés dans le mur d'Aurec-sur-Loire mais Rui Costa n'y parviendra pas. Très rapidement, les échappés prennent une avance très importante, allant jusqu'à un quart d'heure, aucun du groupe n'étant menaçant au classement général. Quelques attaques dans les côtes de la deuxième partie d'étape animent l'étape, notamment des tentatives de Lukas Pöstlberger et Nicolas Roche. Mais c'est finalement Daryl Impey et Tiesj Benoot qui sortent devant à l'issue de la dernière côte. Ils descendent ensemble jusqu'à Brioude, où Impey s'impose, plus fort au sprint. Derrière, Romain Bardet place une attaque dans la dernière côte sur ses terres, accompagné de George Bennett et Richie Porte, mais ils sont finalement repris et le peloton des favoris arrive groupé, avec 16 minutes de retard sur le duo de tête.
Juste avant la journée de repos a lieu une dernière étape de transition entre Saint-Flour et Albi. Après quelques kilomètres, six hommes sortent du peloton. Les échappés n'auront pas plus de trois minutes d'avance, et ne sont pas menaçants au classement général ni au classement de la montagne. Mais la course va s'emballer dans les trente derniers kilomètres. La Deceuninck-Quick Step, emmenée par Julian Alaphilippe, accélère brutalement lors d'un moment de vent, créant un coup de bordure. Si des coureurs comme Thomas, Bernal ou Bardet restent à l'avant, de nombreux leaders sont piégés à l'arrière, notamment Pinot, Porte, Fuglsang, Ciccone, Bennett, et Landa qui est victime d'une chute causée par un coureur. Le groupe Pinot semble recoller, mais perd vite prise et va perdre plus de temps au fil des kilomètres du fait des équipes de sprinteurs roulant pour la victoire d'étape, ainsi que les Ineos au complet qui y voient l'occasion de mieux placer leurs deux coureurs pour le général. À Albi, les sprinteurs arrivent ensemble, et c'est finalement Wout van Aert qui s'impose en résistant de justesse au retour d'Elia Viviani qui le suit d'un boyau sur la ligne d'arrivée, suivi par Caleb Ewan à une longueur. C'est la quatrième victoire pour l'équipe Jumbo-Visma. Derrière, l'addition est lourde pour les piégés : Pinot, Porte et Fuglsang perdent 1 minute 39, Ciccone plus de 2 minutes et lâche son maillot blanc au profit d'Egan Bernal. Bennett a quant à lui perdu plus de 6 minutes. Au classement général, Alaphilippe est seul en tête, avec plus d'une minute d'avance sur Thomas et Bernal.
La première étape post-repos a lieu entre Albi et Toulouse, une étape de plaine n'ayant qu'un enjeu pour les sprinteurs. Dès le kilomètre 0, quatre coureurs sortent du peloton et composent immédiatement l'échappée du jour. Leur avance, contrôlée par le peloton, ne dépassera pas les 4 minutes. Le fait marquant de la journée sera une chute massive au milieu du peloton qui met à terre des coureurs comme Richie Porte et Nairo Quintana, ce qui amènera aussi à l'abandon de Niki Terpstra. Giulio Ciccone quant à lui va perdre plus de 5 minutes à cause de cette chute. Dans les derniers kilomètres, Aimé De Gendt fait exploser l'échappée en plaçant une attaque mais cela sera insuffisant pour résister au retour du peloton. Le sprint massif est préparé et c'est finalement Caleb Ewan qui s'impose sur la ligne devant Groenewegen et Viviani.

### 18 - 21 juillet: Simon Yates double vainqueur d'étape, Pinot reprend du temps dans les Pyrénées

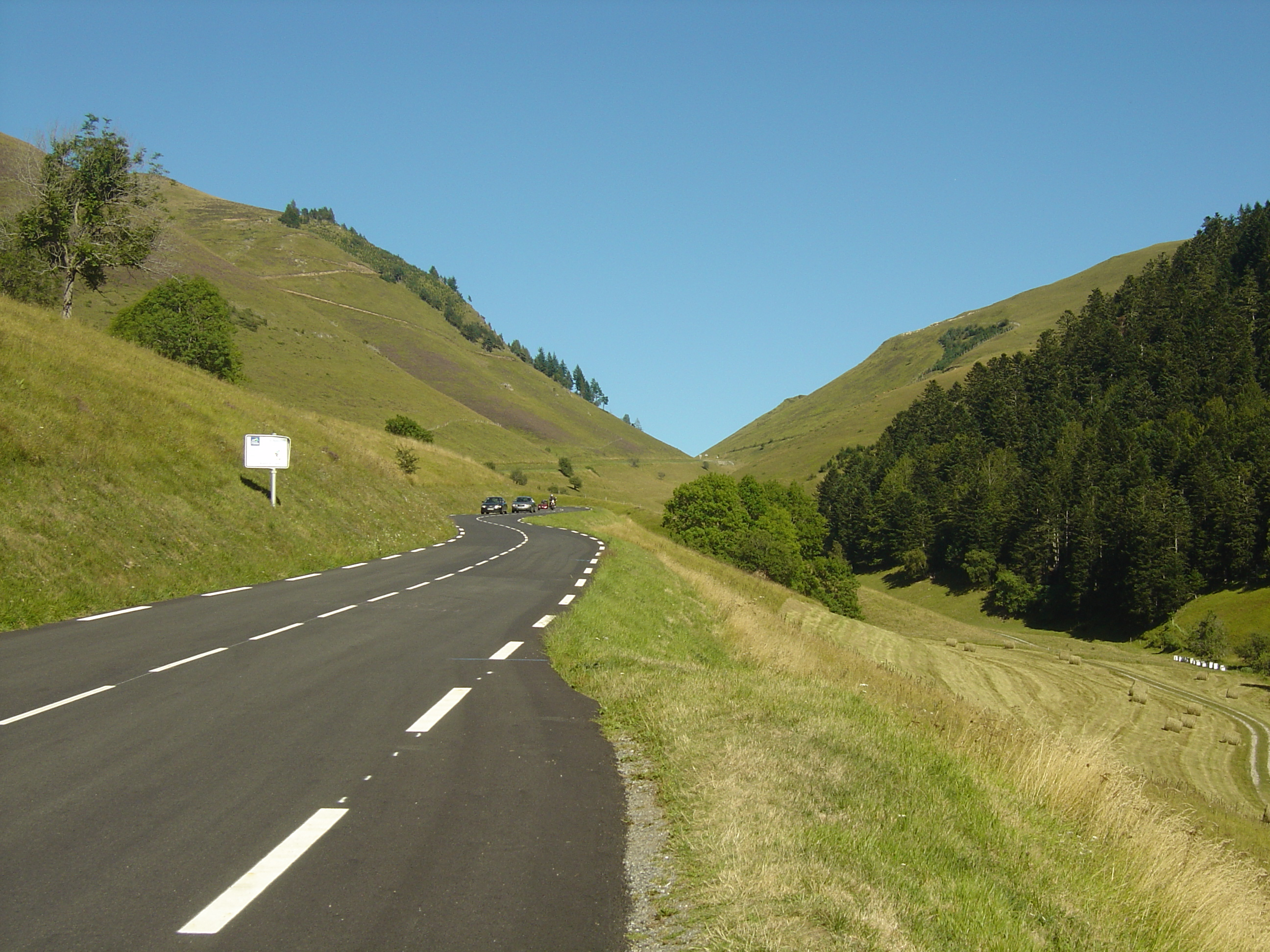
Col de Peyresourde. Panneau annonçant les deux derniers kilomètres de l'ascension, affichés à 8 % de moyenne. Vue sur le final de l'ascension.

La première étape pyrénéenne entre Toulouse et Bagnères-de-Bigorre part très rapidement. Aucune échappée ne parvient à se former dans les 30 premiers kilomètres, le peloton avançant à un rythme très rapide. Finalement un groupe d'une quarantaine de coureurs parvient à s'extirper du peloton lorsque ce dernier décide de se relever. Parmi le groupe de fuyards, on y trouve plusieurs sprinteurs comme Peter Sagan, Michael Matthews, Dylan Groenewegen et Sonny Colbrelli qui visent le sprint intermédiaire pour le maillot vert, et de nombreux baroudeurs comme Greg Van Avermaet, Matteo Trentin, Nicolas Roche, Simon Yates ou encore Tony Gallopin. Chaque équipe a pu placer au moins un de leurs membres à l'avant, à l'exception des Groupama-FDJ, des Ineos et des Katusha-Alpecin. Le plus proche du maillot jaune étant à un peu moins d'un quart d'heure, l'échappée n'est pas menaçante mais les Deceuninck-Quick Step contrôlent tout en laissant de plus en plus d'avance au fil de l'étape. Dans le col de Peyresourde, Lilian Calmejane place une attaque mais il sera rattrapé juste avant le sommet par Tim Wellens, qui conforte son maillot du meilleur grimpeur. La descente de Peyresourde fera exploser le groupe des échappés ne laissant qu'une poignée d'hommes en tête. Dans la Hourquette d'Ancizan, un trio émerge : Simon Yates, Gregor Mühlberger et Pello Bilbao. Prenant de l'avance, ils abordent la descente avec plus d'une minute d'avance sur leurs poursuivants. Ils restent ensemble jusqu'à Bagnères-de-Bigorre, où Simon Yates parviendra à battre de justesse au sprint ses deux compagnons pour s'adjuger la victoire d'étape. Dix minutes derrière, les Ineos ont pris les commandes du peloton et ont imprimé un train qui n'a permis de lâcher aucun des favoris, afin de conserver des forces pour le contre-la-montre du lendemain. Aucun maillot ne change d'épaules, Peter Sagan ayant consolidé son maillot vert et Tim Wellens son maillot à pois.
Le contre-la-montre autour de Pau coïncide avec le centenaire de la première remise du maillot jaune de l'histoire du Tour, décerné à Eugène Christophe à Grenoble le 19 juillet 1919. Comme pour chaque contre-la-montre individuel, les coureurs s'élancent dans l'ordre inverse du classement général. Kasper Asgreen signe un temps de référence en 35 minutes 52 secondes, qui tient plus d'une heure avant que Wout van Aert ne fasse mieux aux deux premiers temps intermédiaires. Mais dans les derniers kilomètres, il fait une terrible chute en percutant des barrières à l'intérieur d'un virage, le contraignant à l'abandon. Juste derrière, Thomas De Gendt écrase le contre-la-montre en s'emparant des meilleurs temps à tous les points intermédiaires et en terminant en 35 minutes 36 secondes. Son temps reste la référence jusqu'aux favoris s'élançant en dernier. Des coureurs comme Rigoberto Urán ou Richie Porte tiennent leur rang en signant des temps proches de De Gendt, et Thibaut Pinot ne perd que très peu de temps. À l'inverse, Nairo Quintana et aussi Romain Bardet (qui a adopté une stratégie de changement de vélo) perdent beaucoup de temps, et reculent au classement général. Chez Ineos, la hiérarchie des leaders s'impose d'elle-même, Egan Bernal perdant du temps alors que Geraint Thomas signe les meilleurs temps aux intermédiaires. Thomas franchit la ligne d'arrivée en 35 minutes 14 et prend la première place provisoire. Mais derrière, Julian Alaphilippe, galvanisé par le maillot jaune et le public, sur un parcours adapté à son style de coureur, parvient à être encore plus rapide, terminant en 35 minutes 0 seconde. Alors que beaucoup s'attendaient à le voir perdre du temps, il consolide encore son maillot de leader et remporte sa deuxième étape sur ce Tour 2019. Avant la première étape de haute montagne menant au col du Tourmalet, il dispose de 1 minute 26 secondes d'avance sur Geraint Thomas. Enric Mas, un coéquipier d'Alaphilippe qui joue le classement général, s'empare du maillot blanc de meilleur jeune en raison de sa bonne performance sur le contre-la-montre.

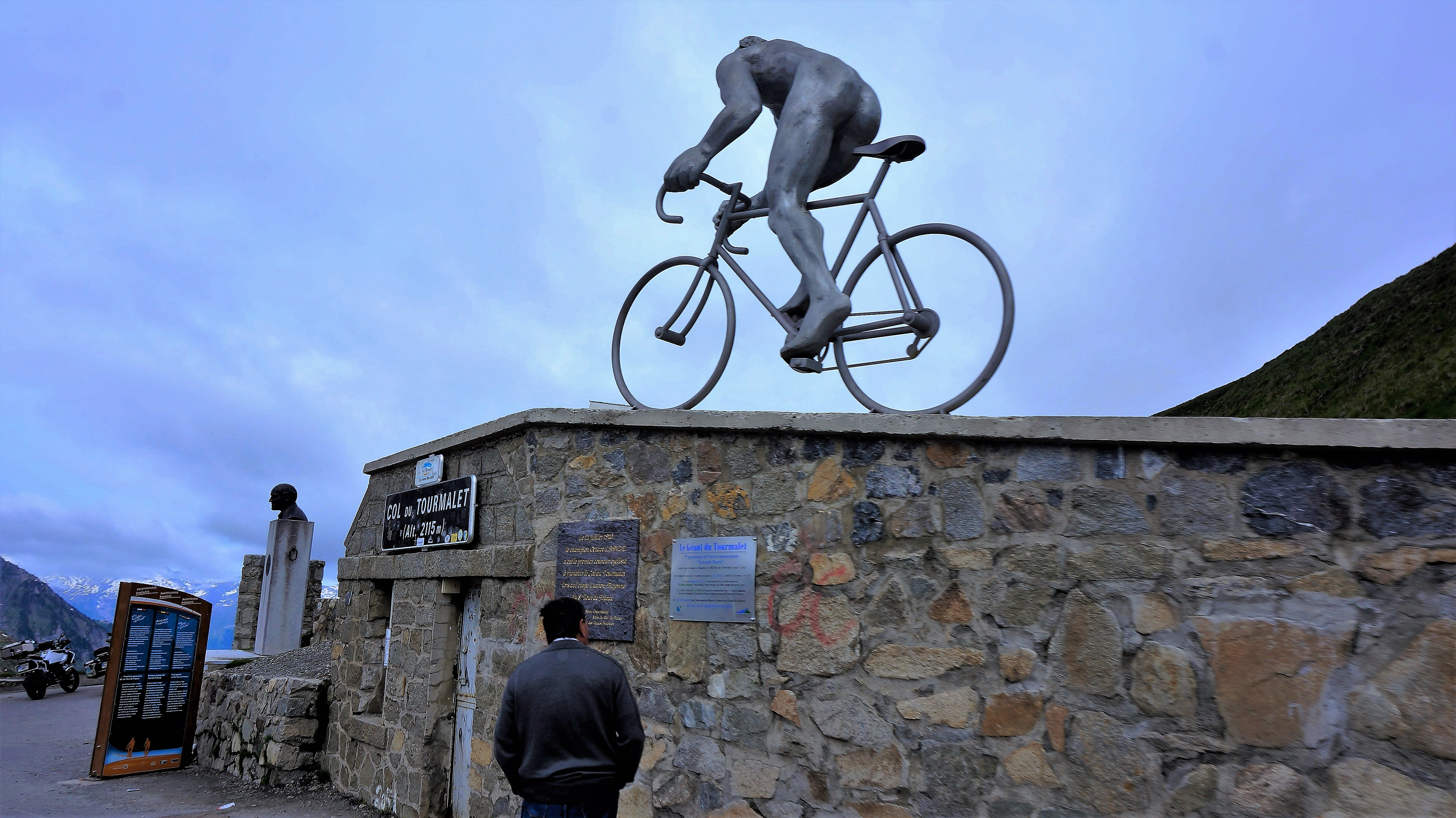
Le col du Tourmalet, lieu d'arrivée de la 14e étape remportée par Thibaut Pinot.

La première grande étape de montagne part de Tarbes pour arriver au col du Tourmalet, premier col hors catégorie de l'épreuve et première montée dépassant la barre des 2 000 mètres d'altitude. Le format est court (117,5 km), et ce d'autant plus que le départ réel a été reculé en dernière minute de 4 km en raison d'une manifestation d'agriculteurs. En début d'étape, une échappée de 17 coureurs se forme avec, parmi eux, Vincenzo Nibali, Peter Sagan pour la défense de son maillot vert, Tim Wellens pour son maillot à pois, et plusieurs français comme Lilian Calmejane, Romain Sicard, Alexis Vuillermoz ou Élie Gesbert. Au col du Soulor, l'échappée, qui n'a pas plus de 3 minutes d'avance, se désagrège ne gardant que les membres les plus forts, tandis que dans le peloton, la Movistar accélère la cadence. Romain Bardet subit une défaillance dans le Soulor et se retrouve à près de vingt minutes de la tête de la course, ce qui annihile définitivement ses chances au classement général. Une fois le Soulor passé, les coureurs se dirigent vers Luz-Saint-Sauveur pour aborder la montée finale. Élie Gesbert part en solitaire mais sera, comme tous ses compagnons d'échappée, rattrapé par le peloton (mené par les Movistar) qui les tenait à portée. Dans les premières rampes du Tourmalet, Nairo Quintana décroche, ce qui amène la Movistar à laisser place aux Ineos pour faire le train. Mais ces derniers ne sont pas aussi dominateurs qu'espéré. La Groupama-FDJ en profite et David Gaudu emmène Thibaut Pinot pour imprimer un rythme plus rapide. Dan Martin, Bauke Mollema, Richie Porte, Enric Mas et Rigoberto Urán lâchent tour à tour. Julian Alaphilippe tient bon et alors que les Jumbo-Visma, en supériorité numérique, mènent le train pour leur leader Steven Kruijswijk, Geraint Thomas lâche prise dans les derniers hectomètres. Il ne reste plus qu'une poignée d'hommes pour jouer la victoire d'étape au sommet. Thibaut Pinot s'extirpe du groupe dans les 300 derniers mètres pour s'imposer, et Julian Alaphilippe, resté parmi les meilleurs, attrape la deuxième place avec 6 secondes de bonifications supplémentaires, confortant encore plus son maillot jaune. Les deux coureurs français sont félicités en personne par Emmanuel Macron, président de la République, venu assister à l'étape du jour en compagnie de Christian Prudhomme, directeur du Tour. Au classement général, Thomas a perdu une trentaine de secondes sur Pinot, Alaphilippe, Kruijswijk, Buchmann et Bernal, arrivés en tête dans cet ordre. Kruijswijk monte d'une place au classement général, dépassant Bernal qui quant à lui reprend à Enric Mas le maillot blanc du meilleur jeune. Le maillot à pois est conservé par Tim Wellens (avec une vingtaine de points d'avance sur Thibaut Pinot qui grâce aux 40 points de sa victoire en côte hors-catégorie à plus de 2 000 m s'intercale entre Wellens et son coéquipier Thomas De Gendt au classement de la montagne) tandis que Peter Sagan semble se diriger vers un septième maillot vert à Paris, ayant près de 100 points d'avance sur son dauphin Sonny Colbrelli.

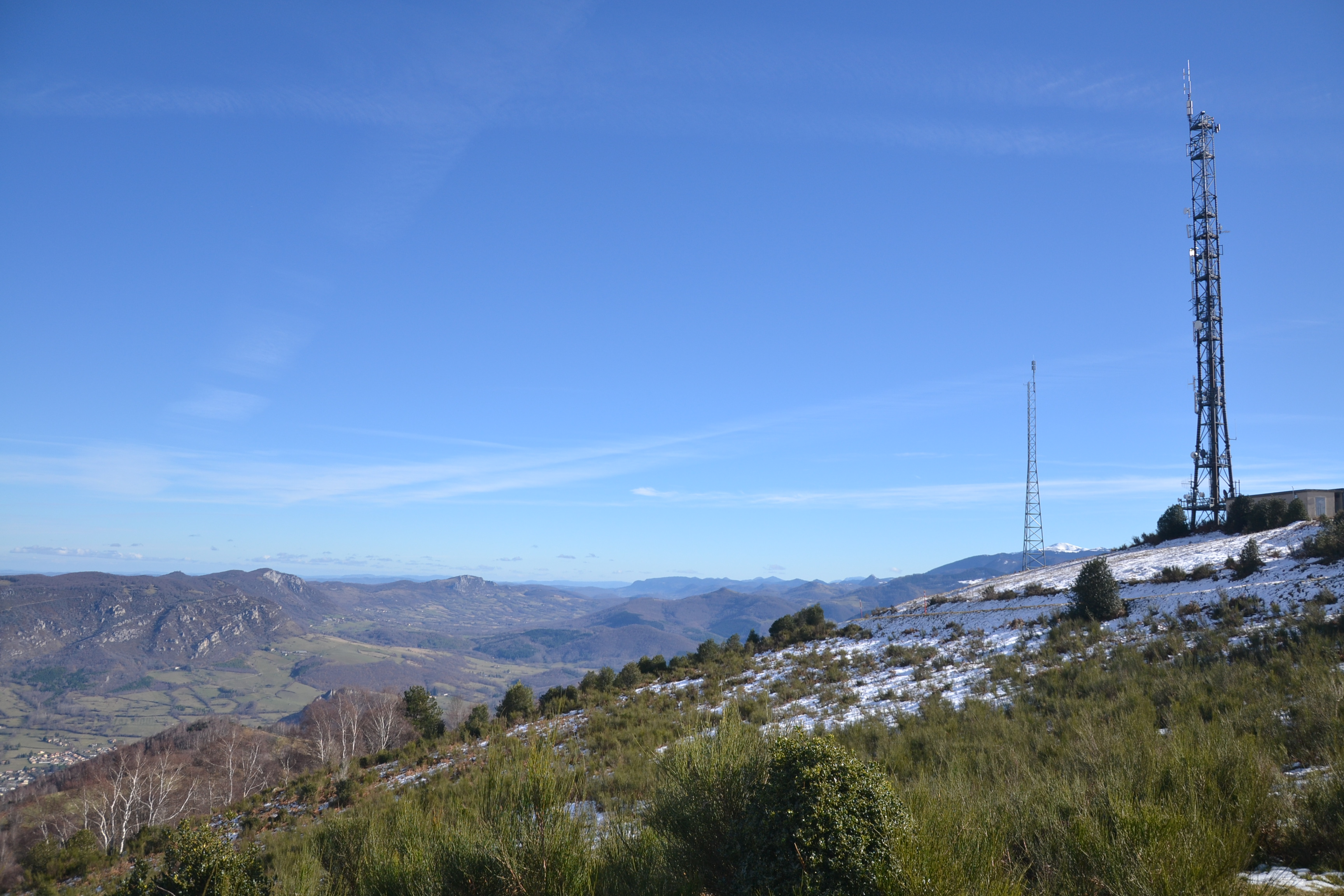
Le Prat d'Albis au-dessus de Foix, site-arrivée de la.

Le triptyque pyrénéen s'achève dans une étape longue de 185 km entre Limoux et le Prat d'Albis, site-arrivée inédit, au-dessus de Foix. Le début d'étape est très rapide et l'échappée ne parvient à sortir qu'un peu avant la première difficulté du jour, le col de Montségur, après plus de 50 km. Alors que l'échappée prend forme avec 28 coureurs, dont Romain Bardet, Vincenzo Nibali, Ilnur Zakarin, et même Nairo Quintana (qui est le mieux classé au général), à l'arrière, un gruppetto se forme déjà avec notamment Tim Wellens, porteur du maillot à pois, qui ne pourra marquer aucun point au classement de la montagne sur cette journée. Le bon placement de Quintana amène la Deceuninck-Quick Step à rouler même si l'avance approchera les 6 minutes en cours d'étape. Le Port de Lers fera une première sélection dans le peloton et parmi les échappées, mais c'est le redoutable Mur de Péguère — et ses 3,5 derniers km à 12 % de moyenne — qui va réellement faire exploser tous les groupes. À l'avant, Simon Geschke et Simon Yates s'extirpent du groupe de tête, suivis par un autre groupe composé de Bardet, Quintana, Sébastien Reichenbach et Alexey Lutsenko. Mais ce deuxième groupe, incapable de s'entendre dans la descente, laisse prendre de l'avance au duo de tête. Dans le peloton, devenu groupe maillot jaune, les favoris restent toujours là mais Julian Alaphilippe perd tous ses coéquipiers, et aucune équipe ne passe le sommet à plus de trois coureurs, qu'il s'agisse des Ineos (pour Geraint Thomas et Egan Bernal), des Groupama-FDJ (pour Thibaut Pinot) ou des Jumbo-Visma (pour Steven Kruijswijk). Mikel Landa a également profité de l'ascension pour s'échapper et réaliser une tactique d'équipe avec un autre coureur de la Movistar placé à l'avant. Dans la descente vers Foix, l'heure est au regroupement et certaines équipes regagnent des membres lâchés dans Péguère. Dans l'ultime ascension vers le Prat d'Albis, Simon Yates parvient à lâcher Geschke et se retrouve seul en tête. Derrière, tout s'agite. Alaphilippe montre les premiers vrais signes de faiblesse, tandis que Pinot, emmené par ses coéquipiers Gaudu puis Reichenbach, finit par creuser un écart sur les autres favoris. Bernal est le seul à le suivre un temps avant de lâcher prise et de revenir aux côtés de Thomas, Kruijswijk, Buchmann et Alaphilippe. Ce dernier finit par craquer après une attaque de Thomas. Au sommet, Simon Yates a conservé une avance suffisante pour remporter sa deuxième victoire d'étape sur ce Tour. Pinot est bien remonté et arrive deuxième pour empocher 6 secondes de bonifications supplémentaires et Landa arrive troisième avec lui. Buchmann et Bernal arrivent ensemble et perdent une vingtaine de secondes sur Pinot. Thomas et Kruijswijk arrivent un peu plus loin et perdent près d'une minute sur le français de la Groupama-FDJ. Enfin, Alaphilippe a résisté et n'a perdu qu'une trentaine de secondes, ce qui lui permet de conserver son maillot jaune. À l'issue de cette étape, Pinot a totalement récupéré le temps qu'il avait perdu dans la bordure vers Albi, Alaphilippe montre ses limites en montagne, le duo d'Ineos vacille mais reste très bien placé, et les favoris plus discrets comme Kruijswijk et Buchmann restent toujours dans la course pour la victoire finale. Aucun maillot ne change d'épaules, aucun n'ayant pu marquer assez de points au classement du meilleur grimpeur pour détrôner Wellens.

### 23 - 25 juillet: Sprint puis échappées victorieuses

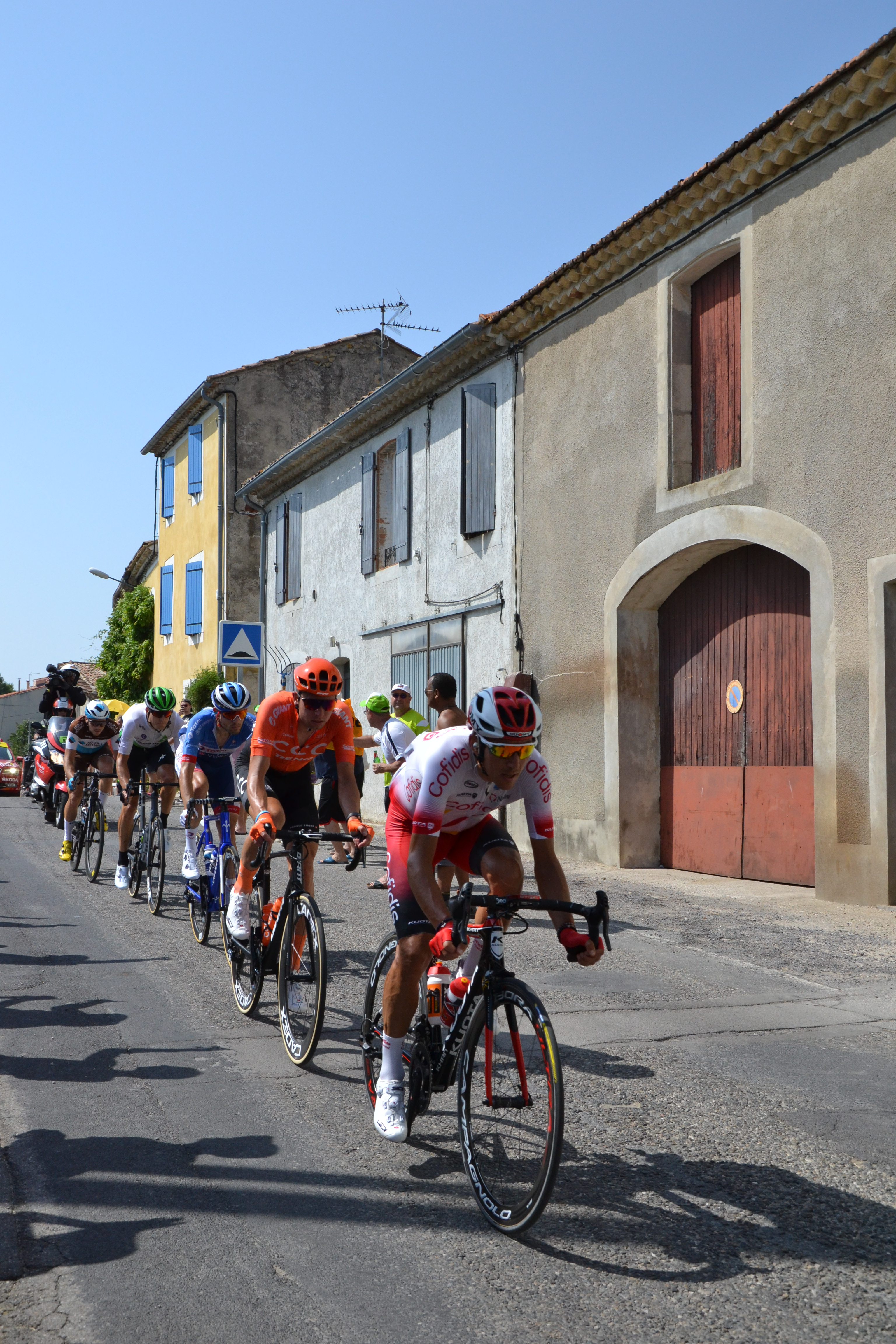
L'échappée de la 16e étape Nîmes - Nîmes.

Les coureurs reprennent la course dans le département du Gard, à Nîmes, dans une étape en ligne de 177 km en forme de boucle. Immédiatement après le départ, cinq coureurs sortent du peloton mais leur avance ne dépassera jamais les deux minutes. La chaleur est étouffante, et du vent est prévu dans la dernière partie de l'étape. Dans la première moitié de l'étape, le premier fait de course est une chute de Geraint Thomas, heureusement sans gravité. À l'approche de la portion venteuse, les équipes des leaders, ayant retenu la leçon de l'étape d'Albi, parviennent à se placer à l'avant et le vent n'est pas assez fort pour provoquer des coups de bordure. Dans la dernière partie de l'étape, Jakob Fuglsang, leader de l'équipe Astana, fait une lourde chute qui l'oblige à abandonner. Les fuyards du début d'étape sont rattrapés avant la banderole des 5 km, et une autre chute collective émaille le final mais ne met aucun leader à terre. L'étape se joue donc comme prévu au sprint, et si Elia Viviani semble être le mieux parti, Caleb Ewan revient plus fort pour s'imposer sur la ligne et gagner sa deuxième victoire d'étape sur ce Tour. Aucun changement n'est à déplorer sur les maillots distinctifs.
La nouvelle étape de transition entre le Pont du Gard et Gap se veut autant accessible aux sprinteurs qu'aux baroudeurs avec un profil vallonné et une côte, le col de la Sentinelle, dans les dix derniers kilomètres. Du fait de la chaleur, les délais d'élimination sont calculés à partir du groupe maillot jaune et non à partir du premier de l'étape. Le début d'étape est animé : une trentaine de coureurs parvient à s'extirper du peloton grâce à la première impulsion de Thomas De Gendt. D'autres cadors figurent dans ce groupe comme Rui Costa, Greg Van Avermaet, Nicolas Roche, Dylan Teuns ou Matteo Trentin. Presque toutes les équipes ont placé un homme à l'avant, sauf Ineos, la Groupama-FDJ et la Jumbo-Visma qui protègent leur leader, et les équipes Arkéa-Samsic et Total Direct Énergie. Ayant loupé le coche, cette dernière roule à l'avant pour tenter de rattraper le groupe échappé. Mais les autres équipes refusent de collaborer, les sprinteurs n'étant pas intéressés par l'étape. Après une heure de poursuite où le peloton n'a fait que perdre du temps sur les échappés, Peter Sagan demande lui-même aux Total Direct Énergie de cesser de rouler pour ne plus épuiser les coureurs. La victoire à Gap se joue donc entre les hommes à l'avant. Dans les 30 derniers kilomètres, un groupe de 11 coureurs part devant pour aborder en tête le col de la Sentinelle. Matteo Trentin place une attaque pour partir en solitaire, et malgré des tentatives de Pierre-Luc Périchon ou Kasper Asgreen pour le rattraper, il ne sera plus rejoint jusqu'à l'arrivée à Gap où il s'impose (et où il décroche également le titre du plus combatif de l'étape). Le peloton arrivera 20 minutes après les échappés, aucun du groupe n'étant réellement menaçant au classement général.

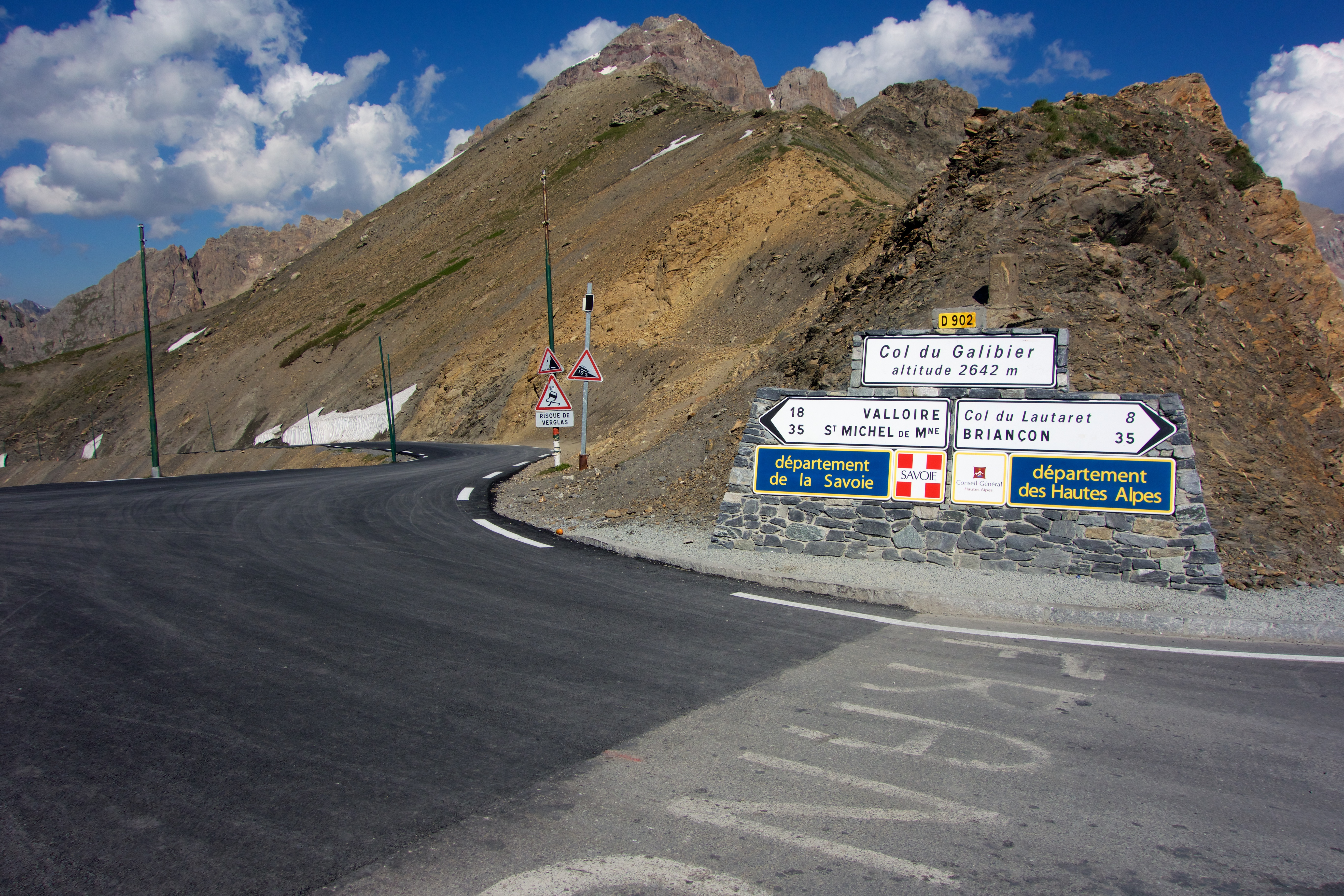
Le col du Galibier, franchi en tête par Nairo Quintana, dernière difficulté de l'étape vers Valloire.

L'heure des Alpes arrive, avec une première étape entre Embrun et Valloire longue de 208 km, considérée comme l'étape reine. Les cols de Vars, d'Izoard et du Galibier sont au programme, tous trois dépassant la barre des 2000 mètres d'altitude, et les deux derniers étant classés hors catégorie. C'est donc une étape décisive pour le maillot à pois de meilleur grimpeur, 92 points étant distribués dans l'étape. L'échappée tarde à sortir du peloton, beaucoup de coureurs souhaitant prendre la bonne échappée. Ce n'est qu'après une quarantaine de kilomètres menés tambour battant qu'un groupe de près de 40 coureurs finit par distancer le peloton. Des grimpeurs lâchés au général, comme Nairo Quintana, Romain Bardet ou encore Adam Yates figurent dans ce groupe, ainsi que Tim Wellens pour défendre son maillot à pois. Quintana étant à 9 minutes 30 de Julian Alaphilippe, c'est donc à la Deceuninck-Quick Step de rouler dans les premières difficultés pour maintenir l'écart. Dans le col d'Izoard, Greg Van Avermaet et Julien Bernard partent seuls, mais sont rejoints avant le sommet par Damiano Caruso, qui passe le col en premier, et Romain Bardet. Au même moment, les Movistar accélèrent et impriment le train dans l'Izoard, réduisant le groupe maillot jaune à moins de 20 coureurs. Alaphilippe s'accroche mais reste au contact. Après des regroupements dans la descente, les coureurs abordent le Galibier. Devant, Quintana place une attaque tranchante qui distance tous ses adversaires. Romain Bardet et Alexey Lutsenko sortent pour le rejoindre mais le colombien est bien trop fort, et Quintana bascule en tête au Galibier en prenant près de 2 minutes d'avance sur Bardet. Dans le groupe maillot jaune, Egan Bernal ouvre les hostilités avec une attaque à moins de 2 km du sommet. Il est suivi par son coéquipier Geraint Thomas quelques hectomètres plus loin, mais ce dernier sera rattrapé par Thibaut Pinot et Emanuel Buchmann qui font l'effort - Alaphilippe est légèrement distancé mais parvient à revenir dans le groupe dans la descente du Galibier. À Valloire, Quintana, seul en tête, s'impose. Bardet arrive en deuxième position et conquiert le maillot à pois. Quant à Bernal, il arrive 32 secondes devant le groupe maillot jaune et s'empare de la deuxième place au général. Les Ineos semblent reprendre la main sur ce Tour de France, alors que Julian Alaphilippe, toujours en jaune, semble vaciller.

### 26 - 28 juillet: Des étapes raccourcies et le triomphe de Bernal

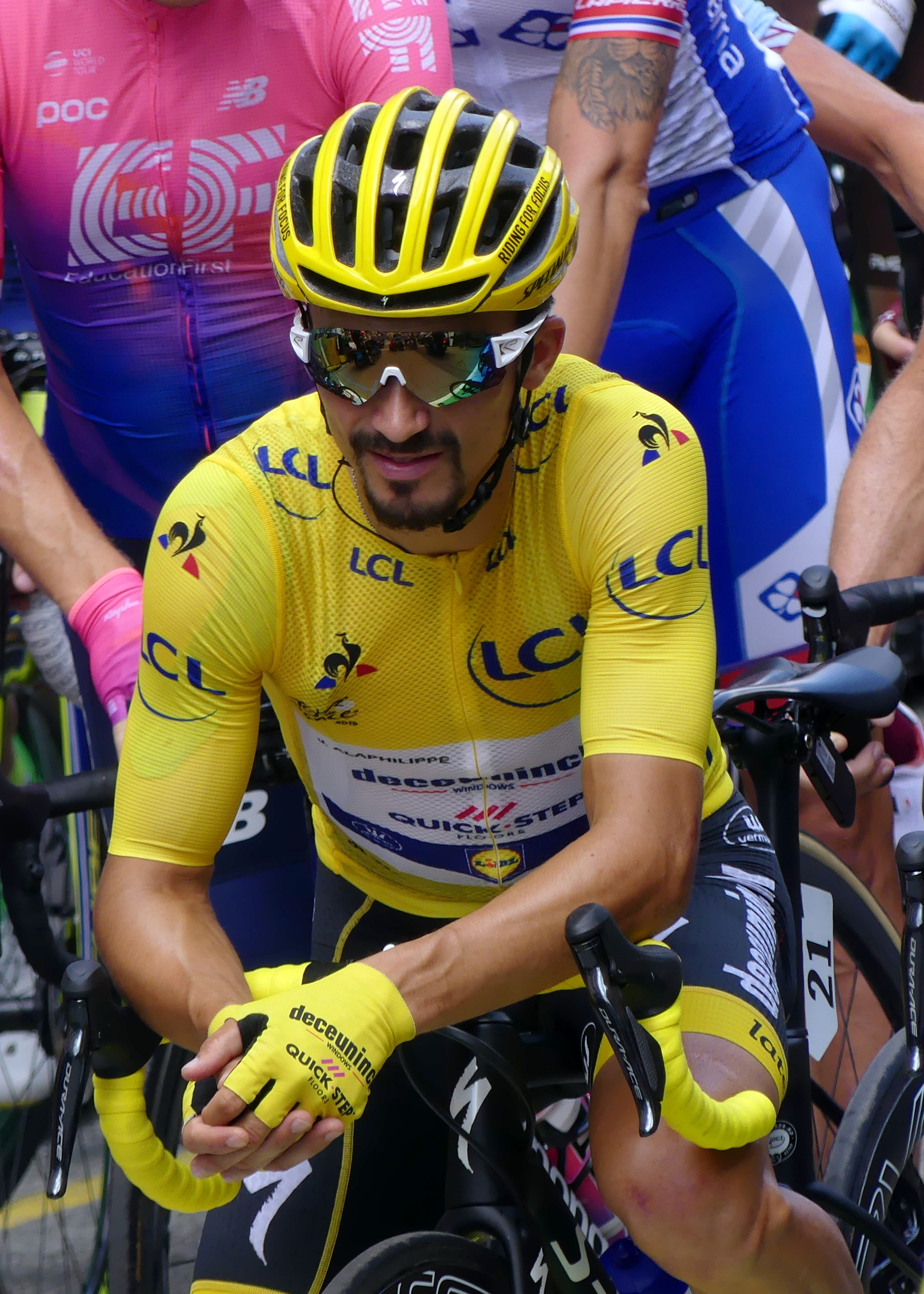
Julian Alaphilippe perd son maillot jaune au cours de la 19e étape.

L'étape entre Saint-Jean-de-Maurienne et Tignes va, par un concours de circonstances exceptionnel, entrer dans la légende. Tout d'abord, l'étape commence très rapidement, avec un peloton très étiré qui ne laisse aucun groupe s'échapper malgré les reliefs. Des coureurs comme Kwiatkowski, Bardet ou Gaudu sont distancés avant même la première montée majeure. Et coup de théâtre, après une trentaine de kilomètres dans la côte menant vers Aussois, Thibaut Pinot consulte la voiture médicale. Souffrant d'une lésion musculaire, il est contraint d'abandonner le Tour de France alors qu'il était cinquième au classement général et que beaucoup commençaient à croire en une victoire du français au classement général. Devant, la course continue avec une trentaine de coureurs s'étant finalement extirpés du peloton, mais leur avance reste faible face au tempo des Ineos. Les premières rampes du col de l'Iseran auront à la fois raison de l'échappée, qui sera presque totalement reprise, mais sera aussi le théâtre d'une attaque d'Egan Bernal à 6 km du sommet. Il rejoint d'abord les derniers membres de l'échappée avant de les dépasser et de creuser un écart important sur Alaphilippe, qui perd virtuellement le maillot jaune. Geraint Thomas va également placer une attaque, rejoint par Kruijswijk et Buchmann, ce qui va totalement isoler Alaphilippe. Au sommet de l'Iseran, Bernal a 1 minute d'avance sur Thomas, et plus de 2 minutes sur Alaphilippe. C'est alors que l'étape va prendre un tournant inédit et inattendu. Alors que les coureurs gravissaient le col de l'Iseran, un énorme orage de grêle a frappé le secteur de Val-d'Isère et du barrage du Chevril. La route est totalement coupée et impraticable à 20 km de l'arrivée. L'organisation et les commissaires de course décident, alors que les coureurs plongent vers Val-d'Isère, d'arrêter l'étape. L'incompréhension règne, avant que les instructions ne finissent par être reçues par les coureurs via les oreillettes et le personnel de course, ce qui amène les coureurs à s'arrêter pour monter dans les voitures de leurs équipes afin de rejoindre Tignes. Finalement, l'étape est désignée sans vainqueur et sans combatif, mais les temps sont pris au col de l'Iseran, qui disposait d'une cellule chronométrique. Egan Bernal prend donc possession du maillot jaune en plus du maillot blanc de meilleur jeune, et Alaphilippe rétrograde à la deuxième place.

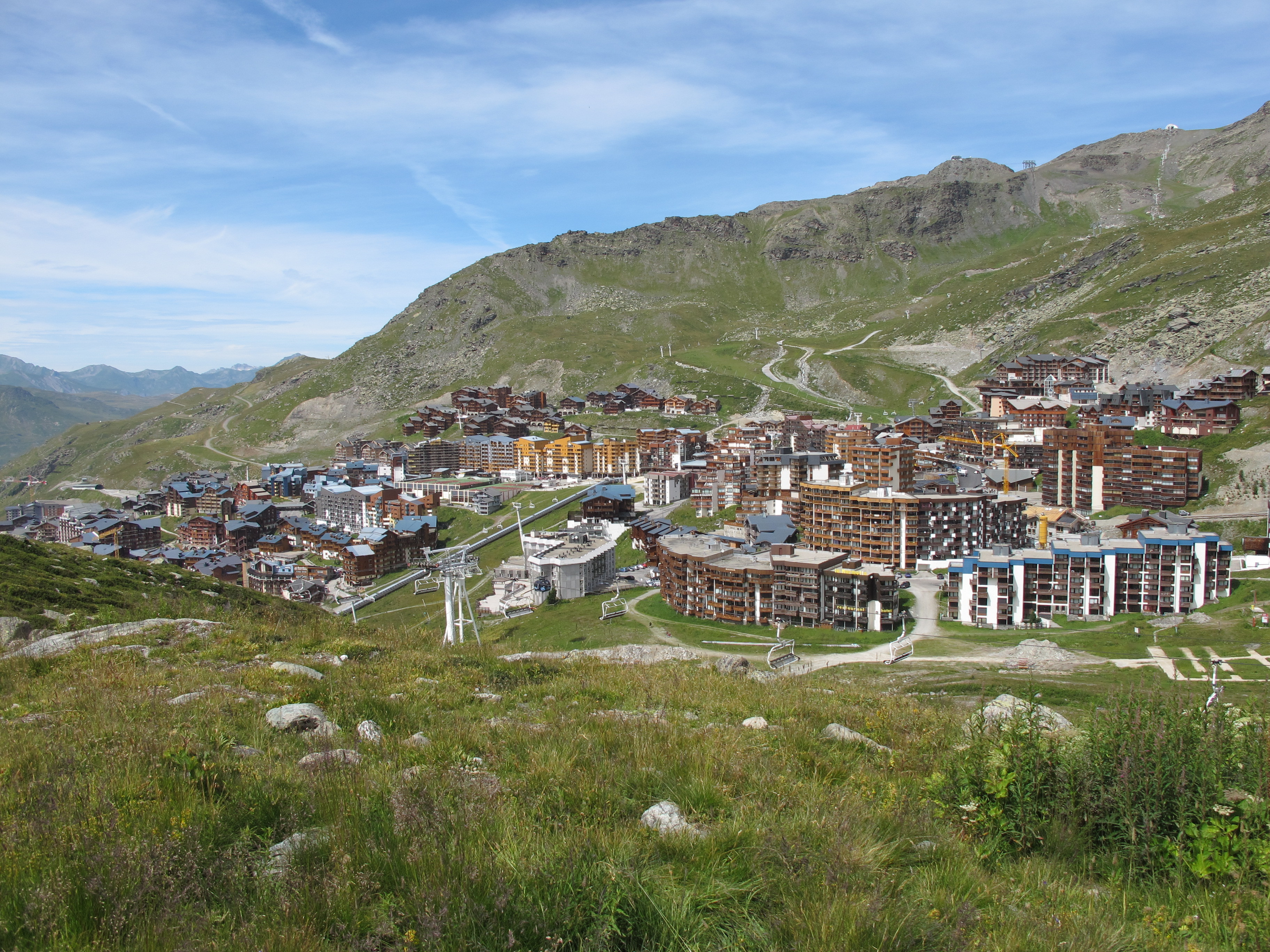
Val Thorens, plus haute station de sports d'hiver en Europe, arrivée de la dernière étape de montagne du Tour 2019.

Le lendemain, en raison des intempéries et des coulées de boue qui ont rendu le Cormet de Roselend impraticable, l'itinéraire de l'étape est alors modifié entre Albertville et Moûtiers en empruntant la Route nationale 90 et donc raccourcie à une distance de 59,5 km, en supprimant les deux premières difficultés. L'étape commence donc par une vingtaine de kilomètres de plat où un groupe de 29 coureurs parvient à s'extirper du peloton en deux temps, comprenant des coureurs comme Lilian Calmejane, Daryl Impey, Ilnur Zakarin ou encore Vincenzo Nibali. Leur avance atteint les 2 minutes 30 au pied de la montée vers Val Thorens, qui fait immédiatement une première sélection parmi les échappés. Seuls les plus forts restent en tête, dont Nibali, Périchon, Gallopin, Fraile et Zakarin. À l'arrière, les Jumbo-Visma impriment le tempo pour tenter de déstabiliser les Ineos et travailler pour leur leader Kruijswijk. À 19 km du sommet, Romain Bardet lâche prise, et son maillot à pois est en danger. Quelques kilomètres plus tard, c'est Julian Alaphilippe qui craque à son tour et perd progressivement du temps : il perd sa deuxième place et rétrograde jusqu'au cinquième rang. Devant, sentant le peloton revenir, Nibali place une attaque pour terminer la montée en solitaire. Dans le peloton, des attaques de Simon Yates et Nairo Quintana mettent en péril le maillot à pois de Bardet, mais ils sont finalement repris par le groupe maillot jaune. Les favoris ne s'attaquent pas jusqu'à l'arrivée et Nibali n'est finalement pas rejoint au sommet, remportant une nouvelle victoire d'étape dans le Tour de France. Valverde et Landa, ayant attaqué dans le final, terminent deuxième et troisième. L'étape n'aura finalement pas fait la différence : hormis Alaphilippe qui sort du podium au profit de Thomas et Kruijswijk, tous les porteurs des maillots distinctifs restent les mêmes : Bernal pour le classement général et le meilleur jeune, Bardet pour le classement de la montagne, et Sagan pour le classement par points. Les Movistar sont en tête du classement par équipes.
La dernière étape, par sa nature de célébration, ne change pas la hiérarchie et n'a qu'un seul intérêt, celui de la victoire d'étape sur les Champs-Élysées. Le peloton, partant de Rambouillet, roule assez lentement et Tim Wellens passe pour la treizième fois en tête d'une côte répertoriée dans ce Tour, sans avoir réussi à récupérer la tunique blanche à pois rouges. À l'entrée dans Paris, le tempo accélère et les Ineos, comme le veut la tradition, passent en tête au premier passage sur la ligne d'arrivée. Quatre coureurs parviennent à s'échapper : Nils Politt, Jan Tratnik, Omar Fraile et Tom Scully. Malgré plusieurs tours en tête, leur avance ne dépasse jamais les 30 secondes et les fuyards sont rattrapés dans l'avant-dernier tour de circuit. Sonny Colbrelli et Michael Matthews sont victimes d'incidents mécaniques, réduisant grandement leurs chances pour le sprint final. Une ultime tentative de sortie de Greg Van Avermaet ne fonctionne pas, et comme à l'accoutumée c'est un sprint massif qui se prépare pour la dernière étape. Alors qu'Edvald Boasson Hagen semble le mieux placé, Caleb Ewan surgit derrière pour remporter sa troisième victoire sur ce Tour, et être le premier australien à s'imposer sur les Champs depuis Robbie McEwen en 2002.

Équipe cycliste Ineos.

Egan Bernal devient le premier coureur colombien et sud-américain à gagner le Tour de France. C'est la septième fois en huit éditions qu'un coureur de l'équipe Ineos (ex-Sky) remporte l'épreuve. Etant âgé de seulement 22 ans, il est le troisième coureur le plus jeune à gagner la Grande Boucle, derrière le français Henri Cornet en 1904 et le luxembourgeois François Faber en 1909. À ce titre, il remporte également le classement du meilleur jeune.
Le podium est complété par Geraint Thomas, vainqueur l'année précédente et permet à l'équipe Ineos de réaliser le doublé, et Steven Kruijswijk de l'équipe Jumbo-Visma, qui se place pour la première fois sur le podium d'un Grand Tour. Emanuel Buchmann, de l'équipe Bora-Hansgrohe, est quatrième. Julian Alaphilippe, après quatorze jours en jaune, termine cinquième, et a été élu à l'unanimité le super-combatif du Tour de France. Un autre français, Warren Barguil, est à la dixième place.
Romain Bardet remporte le classement de la montagne avec 86 points, en n'étant passé en tête qu'une seule fois sur les six montées où il a gagné des points. C'est la première fois qu'il remporte ce classement, et la troisième fois consécutive qu'un coureur français l'emporte. Peter Sagan remporte lui, avec 316 points, le classement du maillot vert pour la septième fois, détrônant Erik Zabel et ses six tuniques remportées. L'équipe Movistar remporte le classement par équipes pour la quatrième fois en cinq ans.

## Étapes
Binche, Saint-Dié-des-Vosges et le pont du Gard sont pour la première fois villes-étapes du Tour de France. Le parcours comporte cinq arrivées au sommet, dont la première placée lors de la sixième étape sur La Planche des Belles Filles. Les autres arrivées au sommet ont lieu lors des étapes 14 (sur le col du Tourmalet), 15, 19 et sur l'étape 20, l'avant-dernière journée, à Val Thorens. La montée du col de l'Iseran, le plus haut col de montagne routier de toutes les Alpes, est au programme de la 19e étape. C'est la septième fois que le Tour gravit le col de l'Iseran (2 770 m d'altitude), mais seulement la deuxième depuis le versant sud, le plus difficile.
| Étape     | Date            | Villes étapes                                              |                              | Distance (km)         | Vainqueur d’étape     | Leader du classement général |
| --------- | --------------- | ---------------------------------------------------------- | ---------------------------- | --------------------- | --------------------- | ---------------------------- |
| 1re étape | sam. 6 juillet  | Bruxelles (BEL) – Bruxelles (BEL)                          | Étape de plaine              | 194,5                 | Mike Teunissen        | Mike Teunissen               |
| 2e étape  | dim. 7 juillet  | Bruxelles - Palais royal (BEL) – Bruxelles - Atomium (BEL) | Contre-la-montre par équipes | 27,6                  | Jumbo-Visma           | Mike Teunissen               |
| 3e étape  | lun. 8 juillet  | Binche (BEL) – Épernay                                     | Étape accidentée             | 215                   | Julian Alaphilippe    | Julian Alaphilippe           |
| 4e étape  | mar. 9 juillet  | Reims – Nancy                                              | Étape de plaine              | 213,5                 | Elia Viviani          | Julian Alaphilippe           |
| 5e étape  | mer. 10 juillet | Saint-Dié-des-Vosges – Colmar                              | Étape accidentée             | 175,5                 | Peter Sagan           | Julian Alaphilippe           |
| 6e étape  | jeu. 11 juillet | Mulhouse – La Planche des Belles Filles                    | Étape de montagne            | 160,5                 | Dylan Teuns           | Giulio Ciccone               |
| 7e étape  | ven. 12 juillet | Belfort – Chalon-sur-Saône                                 | Étape de plaine              | 230                   | Dylan Groenewegen     | Giulio Ciccone               |
| 8e étape  | sam. 13 juillet | Mâcon – Saint-Étienne                                      | Étape accidentée             | 200                   | Thomas De Gendt       | Julian Alaphilippe           |
| 9e étape  | dim. 14 juillet | Saint-Étienne – Brioude                                    | Étape accidentée             | 170,5                 | Daryl Impey           | Julian Alaphilippe           |
| 10e étape | lun. 15 juillet | Saint-Flour – Albi                                         | Étape de plaine              | 217,5                 | Wout van Aert         | Julian Alaphilippe           |
|           | mar. 16 juillet | Albi                                                       | Jour de repos                | Journée de repos no 1 | Journée de repos no 1 | Journée de repos no 1        |
| 11e étape | mer. 17 juillet | Albi – Toulouse                                            | Étape de plaine              | 167                   | Caleb Ewan            | Julian Alaphilippe           |
| 12e étape | jeu. 18 juillet | Toulouse – Bagnères-de-Bigorre                             | Étape de montagne            | 209,5                 | Simon Yates           | Julian Alaphilippe           |
| 13e étape | ven. 19 juillet | Pau – Pau                                                  | Contre-la-montre individuel  | 27,2                  | Julian Alaphilippe    | Julian Alaphilippe           |
| 14e étape | sam. 20 juillet | Tarbes – Tourmalet - Barèges                               | Étape de montagne            | 117,5                 | Thibaut Pinot         | Julian Alaphilippe           |
| 15e étape | dim. 21 juillet | Limoux – Foix - Prat d'Albis                               | Étape de montagne            | 185                   | Simon Yates           | Julian Alaphilippe           |
|           | lun. 22 juillet | Nîmes                                                      | Jour de repos                | Journée de repos no 2 | Journée de repos no 2 | Journée de repos no 2        |
| 16e étape | mar. 23 juillet | Nîmes – Nîmes                                              | Étape de plaine              | 177                   | Caleb Ewan            | Julian Alaphilippe           |
| 17e étape | mer. 24 juillet | Pont du Gard – Gap                                         | Étape accidentée             | 200                   | Matteo Trentin        | Julian Alaphilippe           |
| 18e étape | jeu. 25 juillet | Embrun – Valloire                                          | Étape de montagne            | 208                   | Nairo Quintana        | Julian Alaphilippe           |
| 19e étape | ven. 26 juillet | Saint-Jean-de-Maurienne – Col de l'Iseran                  | Étape de montagne            | 89                    | —                     | Egan Bernal                  |
| 20e étape | sam. 27 juillet | Albertville – Val Thorens                                  | Étape de montagne            | 59,5                  | Vincenzo Nibali       | Egan Bernal                  |
| 21e étape | dim. 28 juillet | Rambouillet – Paris - Champs-Élysées                       | Étape de plaine              | 128                   | Caleb Ewan            | Egan Bernal                  |

Notes :
1. 1 2 3  Peu de temps avant le passage des coureurs de tête, la route menant à l'arrivée initialement prévue à Tignes est rendue impraticable après Val-d'Isère en raison d'un violent orage de grêle ayant notamment entrainé une coulée de boue. La décision est prise d'arrêter la course et de prendre les temps au col de l'Iseran, raccourcissant l'étape de 126,5 à 89 km. Aucun vainqueur d'étape n'est désigné, les coureurs de tête ayant déjà franchi le col lorsque la décision a été annoncée.
2. ↑  L'étape était prévue sur une distance de 130 km, mais les intempéries survenues la veille ont également provoqué des coulées de boue dans la descente du Cormet de Roselend que devait emprunter la course. L'étape est par conséquent réduite à 59,5 km en rejoignant directement la montée vers Val Thorens depuis Albertville.

## Classements

### Classement général final

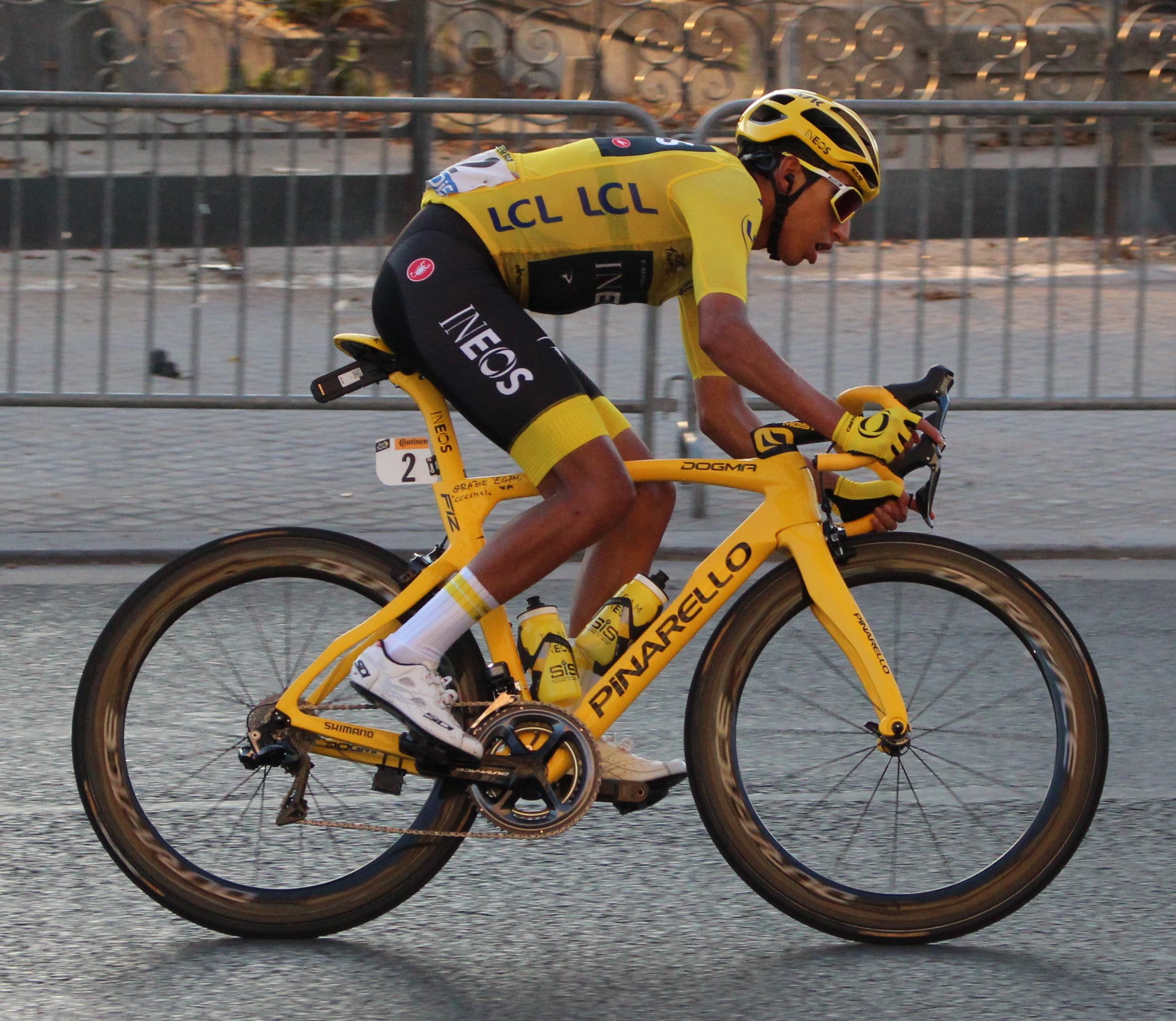
Egan Bernal en jaune lors de la dernière étape à Paris.

| Classement général | Classement général    | Classement général | Classement général    | Classement général |
|                    | Coureur               | Pays               | Équipe                | Temps              |
| ------------------ | --------------------- | ------------------ | --------------------- | ------------------ |
| 1er                | Egan Bernal           | Colombie           | Ineos                 | en 82 h 57 min 0 s |
| 2e                 | Geraint Thomas        | Royaume-Uni        | Ineos                 | + 1 min 11 s       |
| 3e                 | Steven Kruijswijk     | Pays-Bas           | Jumbo-Visma           | + 1 min 31 s       |
| 4e                 | Emanuel Buchmann      | Allemagne          | Bora-Hansgrohe        | + 1 min 56 s       |
| 5e                 | Julian Alaphilippe    | France             | Deceuninck-Quick Step | + 4 min 5 s        |
| 6e                 | Mikel Landa           | Espagne            | Movistar              | + 4 min 23 s       |
| 7e                 | Rigoberto Urán        | Colombie           | EF Education First    | + 5 min 15 s       |
| 8e                 | Nairo Quintana        | Colombie           | Movistar              | + 5 min 30 s       |
| 9e                 | Alejandro Valverde    | Espagne            | Movistar              | + 6 min 12 s       |
| 10e                | Warren Barguil        | France             | Arkéa-Samsic          | + 7 min 32 s       |
| 11e                | Richie Porte          | Australie          | Trek-Segafredo        | + 12 min 42 s      |
| 12e                | Guillaume Martin      | France             | Wanty-Gobert          | + 22 min 8 s       |
| 13e                | David Gaudu           | France             | Groupama-FDJ          | + 23 min 58 s      |
| 14e                | Fabio Aru             | Italie             | UAE Emirates          | + 27 min 36 s      |
| 15e                | Romain Bardet         | France             | AG2R La Mondiale      | + 30 min 23 s      |
| 16e                | Roman Kreuziger       | Tchéquie           | Dimension Data        | + 36 min 9 s       |
| 17e                | Sébastien Reichenbach | Suisse             | Groupama-FDJ          | + 44 min 29 s      |
| 18e                | Dan Martin            | Irlande            | UAE Emirates          | + 45 min 21 s      |
| 19e                | Alexey Lutsenko       | Kazakhstan         | Astana                | + 48 min 52 s      |
| 20e                | Jesús Herrada         | Espagne            | Cofidis               | + 51 min 57 s      |
| 21e                | Xandro Meurisse       | Belgique           | Wanty-Gobert          | + 56 min 47 s      |
| 22e                | Enric Mas             | Espagne            | Deceuninck-Quick Step | + 58 min 20 s      |
| 23e                | Laurens De Plus       | Belgique           | Jumbo-Visma           | + 1 h 2 min 44 s   |
| 24e                | George Bennett        | Nouvelle-Zélande   | Jumbo-Visma           | + 1 h 4 min 40 s   |
| 25e                | Gregor Mühlberger     | Autriche           | Bora-Hansgrohe        | + 1 h 4 min 40 s   |
| modifier           |                       |                    |                       |                    |

### Classements annexes finals
| Classement par points | Classement par points | Classement par points | Classement par points | Classement par points |
| --------------------- | --------------------- | --------------------- | --------------------- | --------------------- |
|                       | Coureur               | Pays                  | Équipe                | Point(s)              |
| 1er                   | Peter Sagan           | Slovaquie             | Bora-Hansgrohe        | 316 points            |
| 2e                    | Caleb Ewan            | Australie             | Lotto-Soudal          | 248 pts               |
| 3e                    | Elia Viviani          | Italie                | Deceuninck-Quick Step | 224 pts               |
| 4e                    | Sonny Colbrelli       | Italie                | Bahrain-Merida        | 209 pts               |
| 5e                    | Michael Matthews      | Australie             | Sunweb                | 201 pts               |
| 6e                    | Matteo Trentin        | Italie                | Mitchelton-Scott      | 192 pts               |
| 7e                    | Jasper Stuyven        | Belgique              | Trek-Segafredo        | 167 pts               |
| 8e                    | Greg Van Avermaet     | Belgique              | CCC                   | 149 pts               |
| 9e                    | Dylan Groenewegen     | Pays-Bas              | Jumbo-Visma           | 146 pts               |
| 10e                   | Julian Alaphilippe    | France                | Deceuninck-Quick Step | 119 pts               |
| modifier              |                       |                       |                       |                       |

| Classement du meilleur grimpeur | Classement du meilleur grimpeur | Classement du meilleur grimpeur | Classement du meilleur grimpeur | Classement du meilleur grimpeur |
| ------------------------------- | ------------------------------- | ------------------------------- | ------------------------------- | ------------------------------- |
|                                 | Coureur                         | Pays                            | Équipe                          | Point(s)                        |
| 1er                             | Romain Bardet                   | France                          | AG2R La Mondiale                | 86 points                       |
| 2e                              | Egan Bernal                     | Colombie                        | Ineos                           | 78 pts                          |
| 3e                              | Tim Wellens                     | Belgique                        | Lotto-Soudal                    | 75 pts                          |
| 4e                              | Damiano Caruso                  | Italie                          | Bahrain-Merida                  | 67 pts                          |
| 5e                              | Vincenzo Nibali                 | Italie                          | Bahrain-Merida                  | 59 pts                          |
| 6e                              | Simon Yates                     | Royaume-Uni                     | Mitchelton-Scott                | 59 pts                          |
| 7e                              | Nairo Quintana                  | Colombie                        | Movistar                        | 58 pts                          |
| 8e                              | Alexey Lutsenko                 | Kazakhstan                      | Astana                          | 45 pts                          |
| 9e                              | Steven Kruijswijk               | Pays-Bas                        | Jumbo-Visma                     | 44 pts                          |
| 10e                             | Mikel Landa                     | Espagne                         | Movistar                        | 42 pts                          |
| modifier                        |                                 |                                 |                                 |                                 |

| Classement général du meilleur jeune | Classement général du meilleur jeune | Classement général du meilleur jeune | Classement général du meilleur jeune | Classement général du meilleur jeune |
|                                      | Coureur                              | Pays                                 | Équipe                               | Temps                                |
| ------------------------------------ | ------------------------------------ | ------------------------------------ | ------------------------------------ | ------------------------------------ |
| 1er                                  | Egan Bernal                          | Colombie                             | Ineos                                | en 79 h 52 min 52 s                  |
| 2e                                   | David Gaudu                          | France                               | Groupama-FDJ                         | + 23 min 58 s                        |
| 3e                                   | Enric Mas                            | Espagne                              | Omega Pharma-Quick Step              | + 58 min 20 s                        |
| 4e                                   | Laurens De Plus                      | Belgique                             | Jumbo-Visma                          | + 1 h 2 min 44 s                     |
| 5e                                   | Gregor Mühlberger                    | Autriche                             | Bora-Hansgrohe                       | + 1 h 4 min 40 s                     |
| 6e                                   | Giulio Ciccone                       | Italie                               | Trek-Segafredo                       | + 1 h 20 min 49 s                    |
| 7e                                   | Lennard Kämna                        | Allemagne                            | Sunweb                               | + 1 h 39 min 36 s                    |
| 8e                                   | Tiesj Benoot                         | Belgique                             | Lotto-Soudal                         | + 2 h 7 min 33 s                     |
| 9e                                   | Nils Politt                          | Allemagne                            | Katusha-Alpecin                      | + 2 h 14 min 28 s                    |
| 10e                                  | Élie Gesbert                         | France                               | Arkéa-Samsic                         | + 2 h 33 min 2 s                     |
| modifier                             |                                      |                                      |                                      |                                      |

| Classement par équipes | Classement par équipes | Classement par équipes | Classement par équipes |
|                        | Équipe                 | Pays                   | Temps                  |
| ---------------------- | ---------------------- | ---------------------- | ---------------------- |
| 1re                    | Movistar               | Espagne                | en 248 h 58 min 15 s   |
| 2e                     | Trek-Segafredo         | États-Unis             | + 47 min 54 s          |
| 3e                     | Ineos                  | Royaume-Uni            | + 57 min 52 s          |
| 4e                     | EF Education First     | États-Unis             | + 1 h 25 min 57 s      |
| 5e                     | Bora-Hansgrohe         | Allemagne              | + 1 h 29 min 30 s      |
| 6e                     | Groupama-FDJ           | France                 | + 1 h 42 min 29 s      |
| 7e                     | Jumbo-Visma            | Pays-Bas               | + 1 h 52 min 55 s      |
| 8e                     | AG2R La Mondiale       | France                 | + 2 h 8 min 56 s       |
| 9e                     | UAE Emirates           | Émirats arabes unis    | + 2 h 10 min 32 s      |
| 10e                    | Astana                 | Kazakhstan             | + 2 h 27 min 37 s      |
| modifier               |                        |                        |                        |

#### Classement du super combatif
- Julian Alaphilippe  (Deceuninck-Quick Step)[22]

### Évolution des classements
| Étape              | Vainqueur          | Classement général | Classement par points | Classement de la montagne | Classement du meilleur jeune | Classement par équipes | Prix de la combativité |
| ------------------ | ------------------ | ------------------ | --------------------- | ------------------------- | ---------------------------- | ---------------------- | ---------------------- |
| 1                  | Mike Teunissen     | Mike Teunissen     | Mike Teunissen        | Greg Van Avermaet         | Caleb Ewan                   | Jumbo-Visma            | Stéphane Rossetto      |
| 2                  | Jumbo-Visma        | Mike Teunissen     | Mike Teunissen        | Greg Van Avermaet         | Wout van Aert                | Jumbo-Visma            | Non décerné            |
| 3                  | Julian Alaphilippe | Julian Alaphilippe | Peter Sagan           | Tim Wellens               | Wout van Aert                | Jumbo-Visma            | Tim Wellens            |
| 4                  | Elia Viviani       | Julian Alaphilippe | Peter Sagan           | Tim Wellens               | Wout van Aert                | Jumbo-Visma            | Michael Schär          |
| 5                  | Peter Sagan        | Julian Alaphilippe | Peter Sagan           | Tim Wellens               | Wout van Aert                | Jumbo-Visma            | Toms Skujiņš           |
| 6                  | Dylan Teuns        | Giulio Ciccone     | Peter Sagan           | Tim Wellens               | Giulio Ciccone               | Trek-Segafredo         | Tim Wellens            |
| 7                  | Dylan Groenewegen  | Giulio Ciccone     | Peter Sagan           | Tim Wellens               | Giulio Ciccone               | Trek-Segafredo         | Yoann Offredo          |
| 8                  | Thomas De Gendt    | Julian Alaphilippe | Peter Sagan           | Tim Wellens               | Giulio Ciccone               | Trek-Segafredo         | Thomas De Gendt        |
| 9                  | Daryl Impey        | Julian Alaphilippe | Peter Sagan           | Tim Wellens               | Giulio Ciccone               | Trek-Segafredo         | Tiesj Benoot           |
| 10                 | Wout van Aert      | Julian Alaphilippe | Peter Sagan           | Tim Wellens               | Egan Bernal                  | Movistar               | Natnael Berhane        |
| 11                 | Caleb Ewan         | Julian Alaphilippe | Peter Sagan           | Tim Wellens               | Egan Bernal                  | Movistar               | Aimé De Gendt          |
| 12                 | Simon Yates        | Julian Alaphilippe | Peter Sagan           | Tim Wellens               | Egan Bernal                  | Trek-Segafredo         | Matteo Trentin         |
| 13                 | Julian Alaphilippe | Julian Alaphilippe | Peter Sagan           | Tim Wellens               | Enric Mas                    | Trek-Segafredo         | Non décerné            |
| 14                 | Thibaut Pinot      | Julian Alaphilippe | Peter Sagan           | Tim Wellens               | Egan Bernal                  | Movistar               | Élie Gesbert           |
| 15                 | Simon Yates        | Julian Alaphilippe | Peter Sagan           | Tim Wellens               | Egan Bernal                  | Movistar               | Mikel Landa            |
| 16                 | Caleb Ewan         | Julian Alaphilippe | Peter Sagan           | Tim Wellens               | Egan Bernal                  | Movistar               | Alexis Gougeard        |
| 17                 | Matteo Trentin     | Julian Alaphilippe | Peter Sagan           | Tim Wellens               | Egan Bernal                  | Trek-Segafredo         | Matteo Trentin         |
| 18                 | Nairo Quintana     | Julian Alaphilippe | Peter Sagan           | Romain Bardet             | Egan Bernal                  | Movistar               | Greg Van Avermaet      |
| 19                 | Pas de vainqueur   | Egan Bernal        | Peter Sagan           | Romain Bardet             | Egan Bernal                  | Movistar               | Non décerné            |
| 20                 | Vincenzo Nibali    | Egan Bernal        | Peter Sagan           | Romain Bardet             | Egan Bernal                  | Movistar               | Vincenzo Nibali        |
| 21                 | Caleb Ewan         | Egan Bernal        | Peter Sagan           | Romain Bardet             | Egan Bernal                  | Movistar               | Non décerné            |
| Classements finals | Classements finals | Egan Bernal        | Peter Sagan           | Romain Bardet             | Egan Bernal                  | Movistar               | Julian Alaphilippe     |

### Classement mondial
Ce tour de France attribue des points pour le classement mondial UCI 2019, individuel, par équipes et par nations, avec le barème suivant :
| Position                   | 1er  | 2e  | 3e  | 4e  | 5e  | 6e  | 7e  | 8e  | 9e  | 10e | 11e | 12e | 13e | 14e | 15e | 16e | 17e | 18e | 19e | 20e | 21e à 25e | 26e à 30e | 31e à 40e | 41e à 50e | 51e à 55e | 56e à 60e |
| -------------------------- | ---- | --- | --- | --- | --- | --- | --- | --- | --- | --- | --- | --- | --- | --- | --- | --- | --- | --- | --- | --- | --------- | --------- | --------- | --------- | --------- | --------- |
| Classement général         | 1000 | 800 | 675 | 575 | 475 | 400 | 325 | 275 | 225 | 175 | 150 | 125 | 105 | 85  | 75  | 70  | 65  | 60  | 55  | 50  | 40        | 30        | 25        | 20        | 15        | 10        |
| Classement d'étape         | 120  | 50  | 25  | 15  | 5   |     |     |     |     |     |     |     |     |     |     |     |     |     |     |     |           |           |           |           |           |           |
| Classements finaux annexes | 120  | 50  | 25  |     |     |     |     |     |     |     |     |     |     |     |     |     |     |     |     |     |           |           |           |           |           |           |
| Leader par étape           | 25   |     |     |     |     |     |     |     |     |     |     |     |     |     |     |     |     |     |     |     |           |           |           |           |           |           |

#### Points gagnés à l'issue de la course
| Rang | Coureur            | Équipe                | Général | Etape  | Leader | Annexe | Total   |
| ---- | ------------------ | --------------------- | ------- | ------ | ------ | ------ | ------- |
| 1er  | Julian Alaphilippe | Deceuninck-Quick Step | 475     | 318,12 | 350    | 0      | 1143,12 |
| 2e   | Egan Bernal        | Ineos                 | 1000    | 31,25  | 50     | 50     | 1131,25 |
| 3e   | Geraint Thomas     | Ineos                 | 800     | 76,25  | 0      | 0      | 876,25  |
| 4e   | Steven Kruijswijk  | Jumbo-Visma           | 675     | 40     | 0      | 0      | 715     |
| 5e   | Emanuel Buchmann   | Bora-Hansgrohe        | 575     | 30     | 0      | 0      | 605     |
| 6e   | Caleb Ewan         | Lotto-Soudal          | 0       | 475    | 0      | 50     | 535     |
| 7e   | Mikel Landa        | Movistar              | 400     | 50     | 0      | 0      | 450     |
| 8e   | Nairo Quintana     | Movistar              | 275     | 120    | 0      | 0      | 395     |
| 9e   | Rigoberto Uran     | EF Education First    | 325     | 15     | 0      | 0      | 340     |
| 10e  | Alejandro Valverde | Movistar              | 225     | 50     | 0      | 0      | 275     |

#### Classements mondiaux à l'issue de la course
| Rang | Coureur            | Équipe                | Points  |
| ---- | ------------------ | --------------------- | ------- |
| 1er  | Julian Alaphilippe | Deceuninck-Quick Step | 4337,62 |
| 2e   | Alejandro Valverde | Movistar              | 3109    |
| 3e   | Jakob Fuglsang     | Astana                | 2991    |
| 4e   | Thibaut Pinot      | Groupama-FDJ          | 2976    |
| 5e   | Primož Roglič      | Jumbo-Visma           | 2859,61 |
| 6e   | Egan Bernal        | Ineos                 | 2726,75 |
| 7e   | Greg Van Avermaet  | CCC                   | 2412,33 |
| 8e   | Michael Matthews   | Sunweb                | 2409,55 |
| 9e   | Simon Yates        | Mitchelton-Scott      | 2320    |
| 10e  | Pascal Ackermann   | Bora-Hansgrohe        | 2305    |

| Rang | Équipe                | Points   |
| ---- | --------------------- | -------- |
| 1er  | Deceuninck-Quick Step | 15498,53 |
| 2e   | Bora-Hansgrohe        | 13414,57 |
| 3e   | Astana                | 12106    |
| 4e   | Jumbo-Visma           | 11968,38 |
| 5e   | Ineos                 | 10871,48 |
| 6e   | Movistar              | 10374,34 |
| 7e   | UAE Emirates          | 10022,34 |
| 8e   | Bahrain-Merida        | 9468,58  |
| 9e   | Groupama-FDJ          | 8980     |
| 10e  | Mitchelton-Scott      | 8967,23  |

## Aspects extra-sportifs

France.tv Sport (2018)

Eurosport (2015)

### Médiatisation de l'épreuve
- France TV Sport - France
- Eurosport - Europe
- RTVE - Espagne
- ARD - Allemagne
- RTBF - Belgique
- VRT - Belgique
- TV2 - Danemark
- TG4 - Irlande
- RAI Sport - Italie
- RTL - Luxembourg
- TV2 - Norvège
- NOS - Pays-Bas
- S4C - Pays de Galles
- RTP - Portugal
- Ceska Televize - République Tchèque
- ITV - Royaume-Uni
- RTVS - Slovaquie
- RTV SLO - Slovénie
- TV4 - Suède
- SRF - Suisse
- RSI - Suisse
- RTS - Suisse
- TV5 Monde - Etats-Unis - Afrique - Moyen-Orient - Amérique du Sud
- Sportsnet - Canada anglophone
- RDS - Canada francophone
- NBC Sports - États-Unis
- ESPN - Amérique latine et Caraïbes
- ESPN Brazil - Brésil
- CaracolTV - Colombie
- Supersport - Afrique subsaharienne
- BeIN - Moyen-Orient et Afrique du Nord
- Sport 5 - Israël
- Eurosport - Asie du Sud Est
- DSport - Sous-continent indien
- CCTV - Chine
- J Sports - Japon
- SBS - Australie
- Sky Sport - Nouvelle-Zélande
- ETB - Pays Basque
- Canal 2,4,6 - Salvador
- RTSH - Albanie
- NHK - Japon
- DR1 - Danemark

### Produits
Pour la première fois, la célèbre marque Panini lance un album de vignettes, cette collection comporte 352 vignettes et 42 cartes qui représentent les coureurs, les maillots des équipes, les vélos ou encore les villes-étapes. 150 000 albums sont distribués avant le Tour.

### Partenaires

Maillot du Prix de la combativité du Tour de France.

- E.Leclerc devient le partenaire du Maillot à pois et remplace Carrefour[26].
- Continental devient le partenaire des victoires d'étape et remplace Vittel.
- Namedsport devient le partenaire du classement par équipes.
- LCL, Skoda, Krys et Antargaz restent partenaires du maillot jaune, vert, blanc et du prix de la combativité.

### Maillot jaune
Chaque jour, un maillot jaune différent est remis au leader du classement général, avec des imprimés rendant hommage à des coureurs ou à des symboles qui ont marqué l'histoire l'épreuve, à l'occasion du centième anniversaire du maillot jaune. En voici les thèmes :
- 2e étape : l'Atomium de Bruxelles
- 3e étape : Eddy Merckx
- 4e étape : la cathédrale Notre-Dame de Reims
- 5e étape : Jacques Anquetil
- 6e étape : le peloton du Tour de France
- 7e étape : le lion de Belfort
- 8e étape : Bernard Hinault
- 9e étape : le stade Geoffroy-Guichard de Saint-Étienne
- 10e étape : la cathédrale Sainte-Cécile d'Albi
- 11e étape : les quintuples vainqueurs du Tour de France (Jacques Anquetil, Eddy Merckx, Bernard Hinault et Miguel Indurain)
- 12e étape : la place du Capitole à Toulouse
- 13e étape : Eugène Christophe
- 14e étape : le col du Tourmalet
- 15e étape : Miguel Indurain
- 16e étape : les arènes de Nîmes
- 17e étape : le Pont du Gard
- 18e étape : le col du Galibier
- 19e étape : le col de l'Iseran
- 20e étape : les routes de montagne
- 21e étape : l'Arc de Triomphe

## Infographies et profils d’étapes
- Jean-Julien Ezvan, « Eddy Merckx: les confidences de la légende du Tour de France », sur Le Figaro, 3 juillet 2019 (consulté le 6 juillet 2019).
- Henri Seckel, « Tour de France 2019 : tout change, rien ne change », sur Le Monde, 6 juillet 2019.
- « Tour de France : le profil de la 1re étape en vidéo », sur L'Équipe, 6 juillet 2019.
- « Tour de France : le profil de la 2e étape en vidéo », sur L'Équipe, 7 juillet 2019.
- « Tour de France : le profil de la 3e étape en vidéo », sur L'Équipe, 8 juillet 2019.
- « Tour de France : le profil de la 4e étape en vidéo », sur L'Équipe, 9 juillet 2019.
- « Tour de France : le profil de la 5e étape en vidéo », sur L'Équipe, 10 juillet 2019.
- « Tour de France : le profil de la 6e étape en vidéo », sur L'Équipe, 11 juillet 2019.
- « Tour de France : le profil de la 7e étape en vidéo », sur L'Équipe, 12 juillet 2019.
- « Tour de France : le profil de la 8e étape en vidéo », sur L'Équipe, 13 juillet 2019.
- « Tour de France : le profil de la 9e étape en vidéo », sur L'Équipe, 14 juillet 2019.
- « Tour de France : le profil de la 10e étape en vidéo », sur L'Équipe, 15 juillet 2019.
- Romain Pichon, « Tour de France : après Julian Alaphilippe et Thibaut Pinot, les autres Français qui vont se montrer », sur L'Équipe, 16 juillet 2019.
- « Tour de France : le profil de la 11e étape en vidéo », sur L'Équipe, 17 juillet 2019.
- « Tour de France : le profil de la 12e étape en vidéo », sur L'Équipe, 18 juillet 2019.
- « Tour de France : le profil de la 13e étape en vidéo », sur L'Équipe, 19 juillet 2019.
- « Edition spéciale - La numérique », sur L'Équipe, 20 juillet 2019.
- Christophe Bérard, « Tour de France 2019 : Julian Alaphilippe roule sur Paris », sur Le Parisien, 19 juillet 2019 (consulté le 20 juillet 2019).
- « Tour de France : le profil de la 14e étape en vidéo », sur L'Équipe, 20 juillet 2019.
- « Tour de France : le profil de la 15e étape en vidéo », sur L'Équipe, 21 juillet 2019.
- « Tour de France : le profil de la 16e étape en vidéo », sur L'Équipe, 23 juillet 2019.
- « Tour de France : le profil de la 17e étape en vidéo », sur L'Équipe, 24 juillet 2019.
- « Tour de France : le profil de la 18e étape en vidéo », sur L'Équipe, 25 juillet 2019.
- « Tour de France : le profil de la 19e étape en vidéo », sur L'Équipe, 26 juillet 2019.
- « Tour de France : le profil de la 20e étape en vidéo », sur L'Équipe, 27 juillet 2019.
- « Tour de France : le profil de la 21e étape en vidéo », sur L'Équipe, 28 juillet 2019.
- « Classement UCI : Julian Alaphilippe plus que jamais no 1 mondial, Thibaut Pinot sur le podium », sur L'Équipe, 29 juillet 2019.
- Jean-Julien Ezvan, « Tour de France 2019 : Les 5 temps forts d'une folle édition », sur Le Figaro, 29 juillet 2019 (consulté le 29 juillet 2019).
- Jean-Julien Ezvan, « Nouvelle génération, Alaphilippe, parcours... Nos leçons du Tour de France 2019 », sur Le Figaro, 29 juillet 2019.